# Esporte na América do Sul

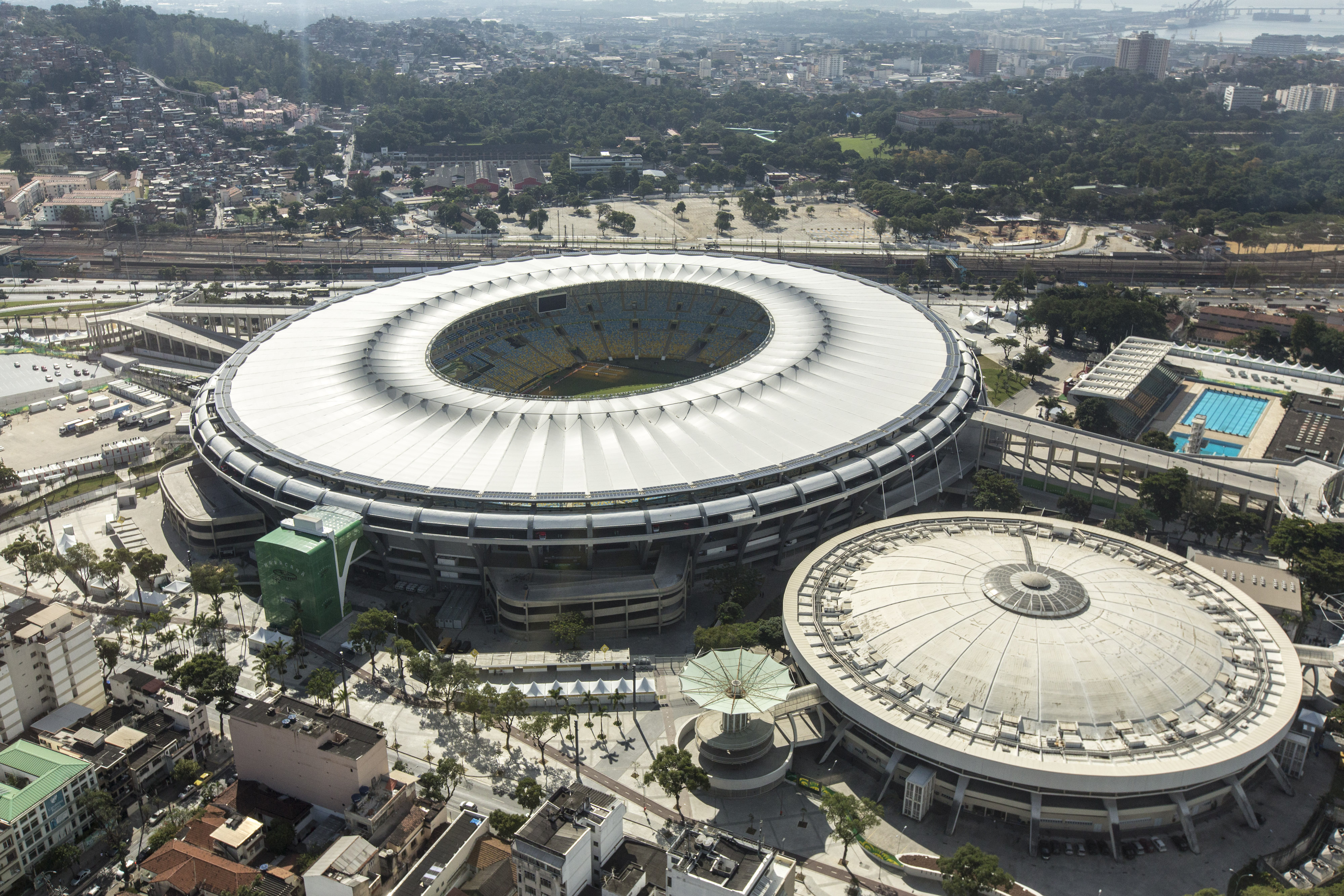
O Estádio Maracanã no Rio de Janeiro, Brasil. Um dos maiores palcos de futebol do mundo, além de representar o esporte mais popular do continente, o Maracanã foi sede dos dois maiores eventos esportivos, os Jogos Olímpicos de 2016 e a Copa do Mundo de Futebol em 1950 e 2014. Ao lado em tamanho menor e totalmente coberto está o Maracanãzinho, palco de esportes coletivos indoor, ele sedia esportes como voleibol, basquetebol.

O Esporte na América do Sul é muito praticado e difundido. A organização que regulamenta o desporto a nível continental aos comitês olímpicos nacionais é a Organización Deportiva Sudamericana (ODESUR). Os Jogos Sul-americanos é o evento máximo desportivo continental que acontece a cada quatro anos.

## Esportes e popularidade
O desporto mais popular indubitavelmente é o futebol, representado pela Confederação Sul-americana de Futebol a CONMEBOL. O torneio mais importante a nível de seleções nacionais é a Copa América, enquanto em clubes é a Taça Libertadores da América. No cenário internacional as seleções nacionais de futebol estão entre as melhores do mundo que inclui: Brasil, Argentina, Uruguai, Colômbia e Chile.
Além do futebol, destacam-se principalmente os esportes coletivos muito praticados no continente: o basquetebol tem grande popularidade e conquistas a nível mundial, o voleibol é outro desporto muito difundido, destacando-se Brasil, Argentina e Peru. Dentre outros desportos destacam-se beisebol, rugby union, tênis, hóquei sobre a grama, vôlei de praia, futsal e automobilismo.
A Argentina tem uma importante seleção de rugby, Los Pumas. O beisebol é o principal esporte na Venezuela.

## Por esporte

### Artes Marciais Mistas e Jiu-jitsu Brasileiro

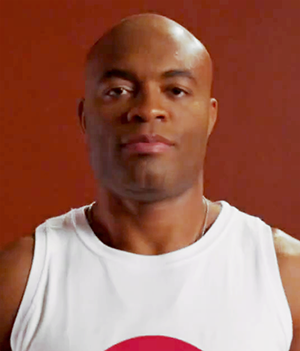
Anderson Silva.

Nas artes marciais mistas (MMA), o Brasil é figura predominante no cenário internacional, tendo produzido vários campeões como Anderson Silva, José Aldo, Lyoto Machida, Vitor Belfort, Royce Gracie, Wanderlei Silva, Minotauro, Mauricio Rua, Murilo Bustamante, Junior dos Santos, Rafael dos Anjos, Fabrício Werdum, Alex Pereira, Amanda Nunes e muitos outros. Argentina, Venezuela, Colômbia, Chile, Equador e Uruguai já tiveram lutadores no MMA, mas até hoje nenhum deles conquistou o título de campeão. 
O Jiu-jitsu brasileiro originou-se no Brasil na década de 1910 e enfatiza técnicas de luta de chão e técnicas de submissão envolvendo fechaduras e estrangulamentos. Hélio Gracie tinha uma constituição bastante pequena e mudou o jiu-jitsu (originário do Japão) para ser usado por qualquer pessoa em uma situação real de luta. O Gracie Jiu Jitsu tornou-se conhecido internacionalmente na década de 1990, devido aos habilidosos lutadores da família Gracie, nomeadamente Hélio Gracie, Royce Gracie e Rickson Gracie, que também são responsáveis por divulgar a prática do "vale tudo", que evoluiu para torneios de artes marciais mistas como PRIDE, DREAM e  UFC.

### Atletismo

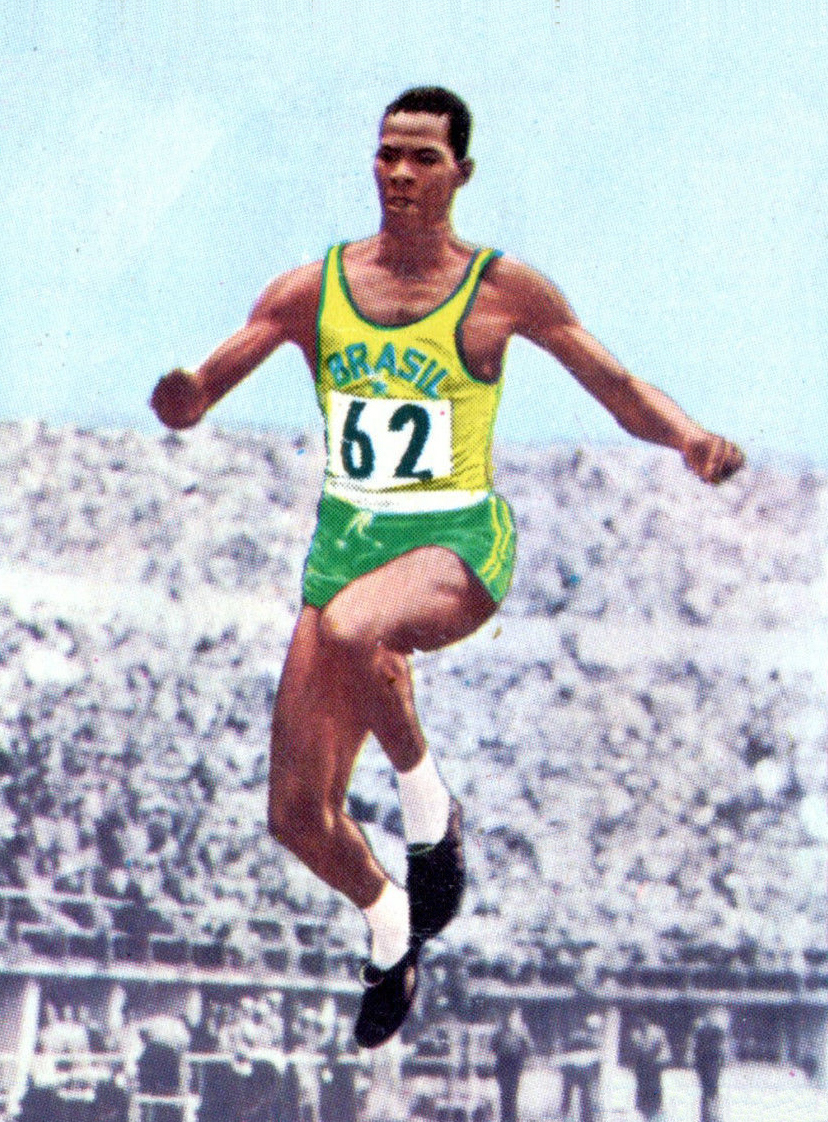
Adhemar Ferreira da Silva.

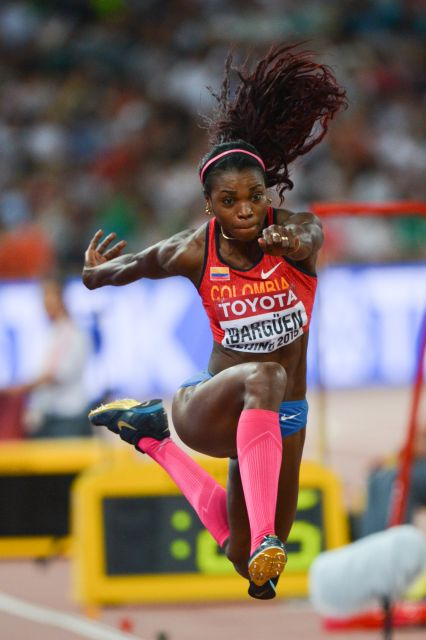
Caterine Ibargüen.

O Brasil é o país que mais se destaca no atletismo do continente, com inúmeros medalhistas em Jogos Olímpicos e Mundiais. Os atletas que mais se destacam no país são: Adhemar Ferreira da Silva, Joaquim Cruz, Maurren Maggi, Thiago Braz, Vanderlei Cordeiro de Lima, João Carlos de Oliveira, Robson Caetano, Fabiana Murer, Alison dos Santos, Nelson Prudêncio, Jadel Gregório, Zequinha Barbosa, Sanderlei Parrela, Claudinei Quirino, Vicente de Lima, André Domingos, Édson Ribeiro , Caio Bonfim, Rosângela Santos, Letícia Oro Melo, Mauro Vinícius da Silva e Darlan Romani. Colômbia com Caterine Ibargüen, Ximena Restrepo, Anthony Zambrano e Sandra Arenas, Venezuela com Yulimar Rojas, Equador com Jefferson Pérez, Argentina com Delfo Cabrera, Juan Carlos Zabala, Noemí Simonetto e Reinaldo Gorno também contribuem para a evolução do esporte no continente. O continente tem grande tradição em competições como o salto triplo, e sedia eventos importantes como a Corrida de São Silvestre.

### Basquete

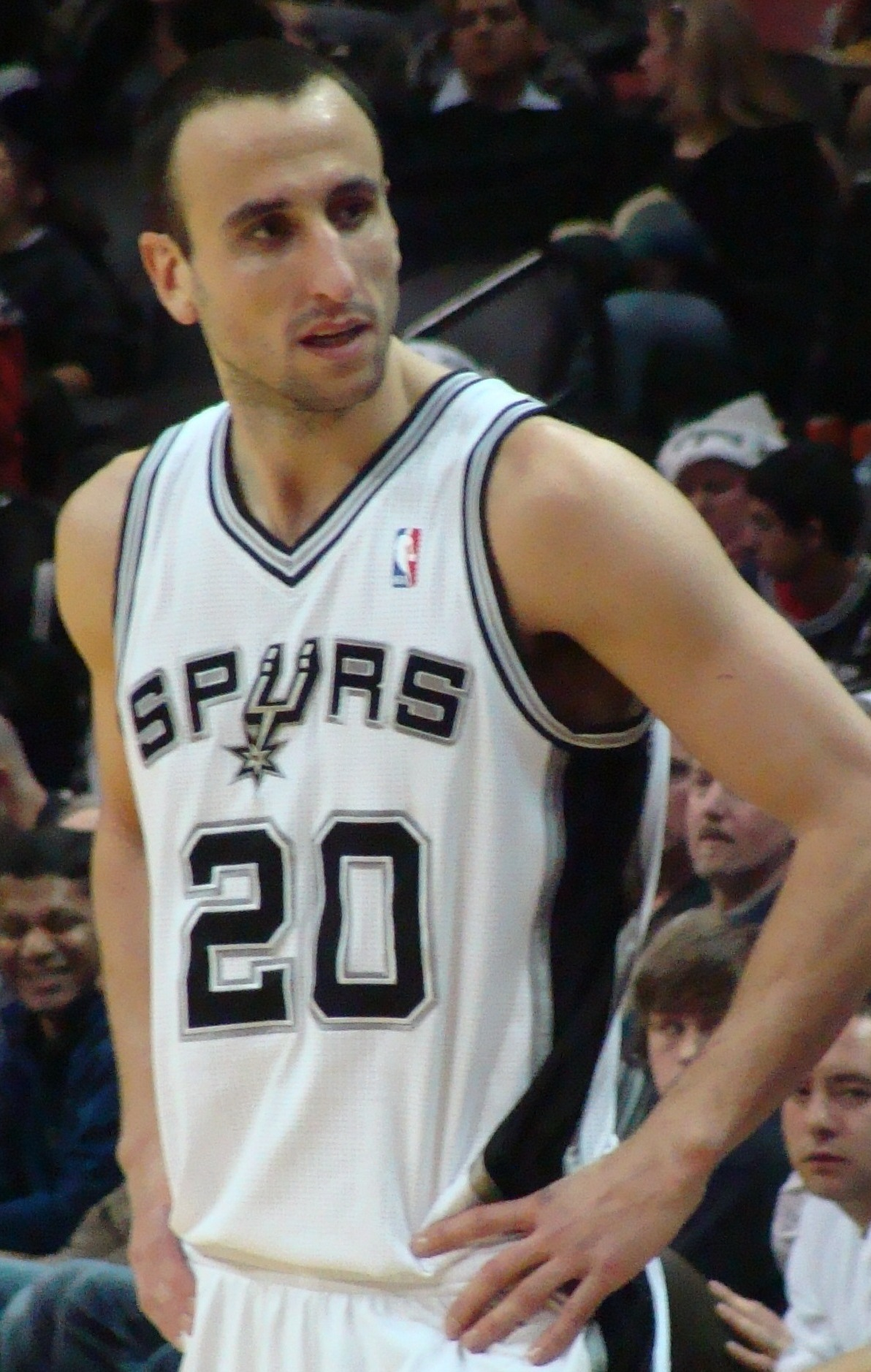
Manu Ginóbili.

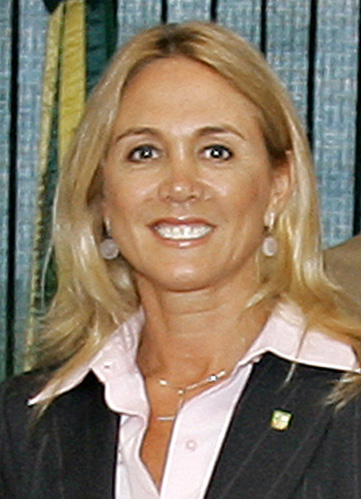
Hortência Marcari.

O basquete é particularmente popular na América do Sul. Uma das conquistas mais importantes foi a medalha de ouro da Argentina no Basquete Masculino nos Jogos Olímpicos de Verão de 2004. A Argentina venceu o Campeonato Mundial em 1950. No Brasil, o basquete se tornou popular com a seleção brasileira de basquete vencendo o Campeonato Mundial duas vezes (1959, 1963) e o bronze olímpico 3 vezes. Oscar Schmidt é o jogador brasileiro mais renomado. A seleção brasileira feminina de basquete também é uma das melhores do mundo, tendo conquistado o Campeonato Mundial de Basquetebol Feminino de 1994, o vice-campeonato olímpico em 1996 e o bronze olímpico em 2000, e com três jogadoras no Hall da Fama: Hortência Marcari, Maria Paula Silva e Janeth Arcain. Além disso, na Venezuela, Uruguai, Chile, Colômbia e Paraguai, o basquete é amplamente praticado e muito popular. O Mundial aconteceu sete vezes na América do Sul: Argentina (1950, 1990), Brasil (1954, 1963), Chile (1959), Uruguai (1967) e Colômbia (1982).

### Boxe

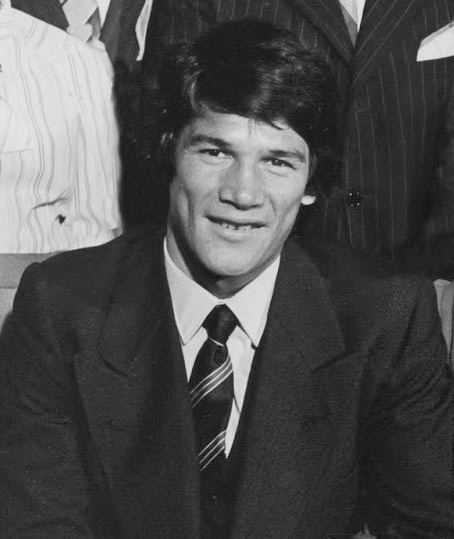
Carlos Monzón.

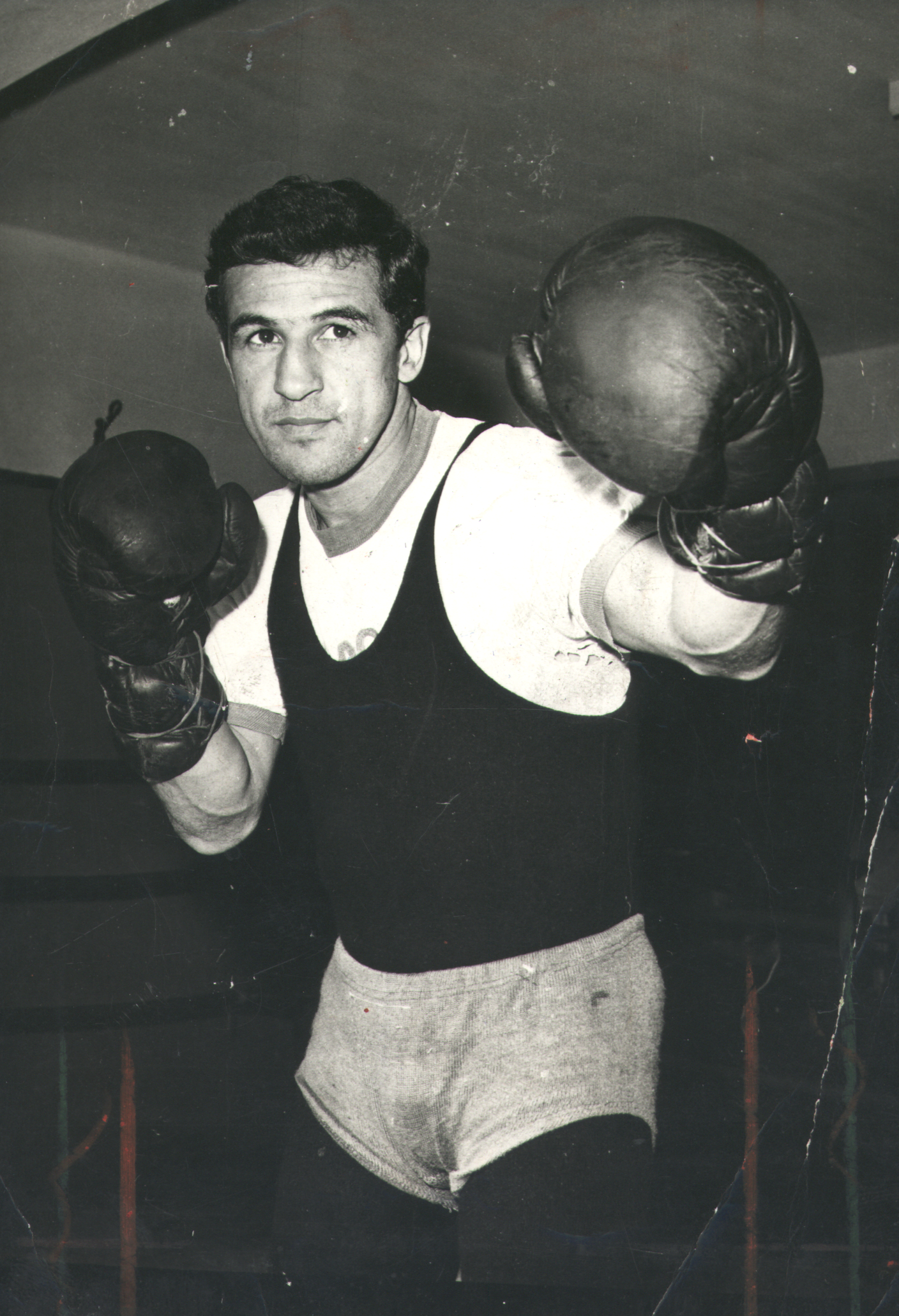
Eder Jofre.

O boxe é muito popular na maioria dos países da América do Sul. A Argentina tem 40 campeões mundiais - os boxeadores historicamente mais importantes são: Carlos Monzón, Horacio Accavallo, Santos Laciar, Juan Martin Coggi , Nicolino Locche, Victor Galindez, Jorge Castro, Marcela Acuña e Sergio Martinez. No Brasil, Eder Jofre, Acelino "Popó" Freitas, Maguila, Miguel de Oliveira, Valdemir Pereira, Rose Volantê e Patrick Teixeira são ex-campeões mundiais. Nas Olimpíadas, o Brasil conquistou a medalha de ouro na categoria de até 60 kg com o lutador Robson Conceição, sendo o primeiro ouro olímpico do boxe brasileiro. Hebert Conceição também foi campeão olímpico. Outros medalhistas olímpicos do Brasil foram Servílio de Oliveira, Yamaguchi Falcão, Esquiva Falcão, Abner Teixeira,  Adriana Araújo e Beatriz Ferreira. Outros países que tiveram campeões mundiais de boxe são Chile, Colômbia, Uruguai e Venezuela. Nos Jogos Olímpicos, boxeadores da Argentina, Venezuela, Brasil, Colômbia, Chile e Uruguai obtiveram medalhas olímpicas.

### Canoagem

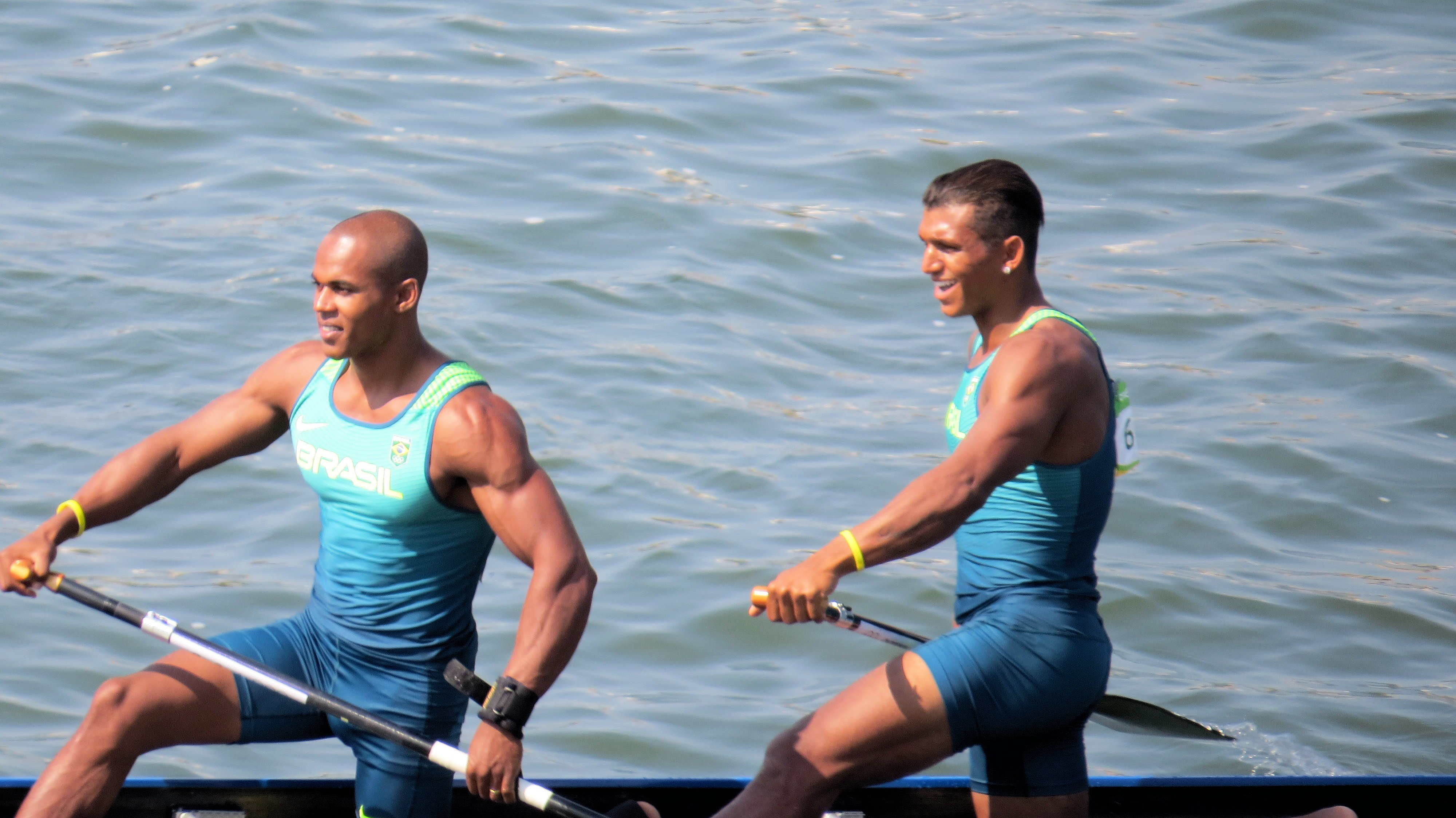
Erlon Silva (frente) e Isaquias Queiroz (atrás).

O brasileiro Isaquias Queiroz é o melhor canoísta da história da América do Sul, sendo o único campeão olímpico desta modalidade no continente e somando um total de quatro medalhas olímpicas até os Jogos Olímpicos de Tóquio 2020. Erlon Silva também conquistou a prata olímpica para o Brasil na canoagem.

### Ciclismo
A Colômbia é a maior potência sul-americana no ciclismo. Mariana Pajón é bicampeã olímpica na modalidade, e o país possui vários outros ciclistas famosos, como Nairo Quintana, campeão do Giro d'Italia e da Volta a Espanha.

### Equitação

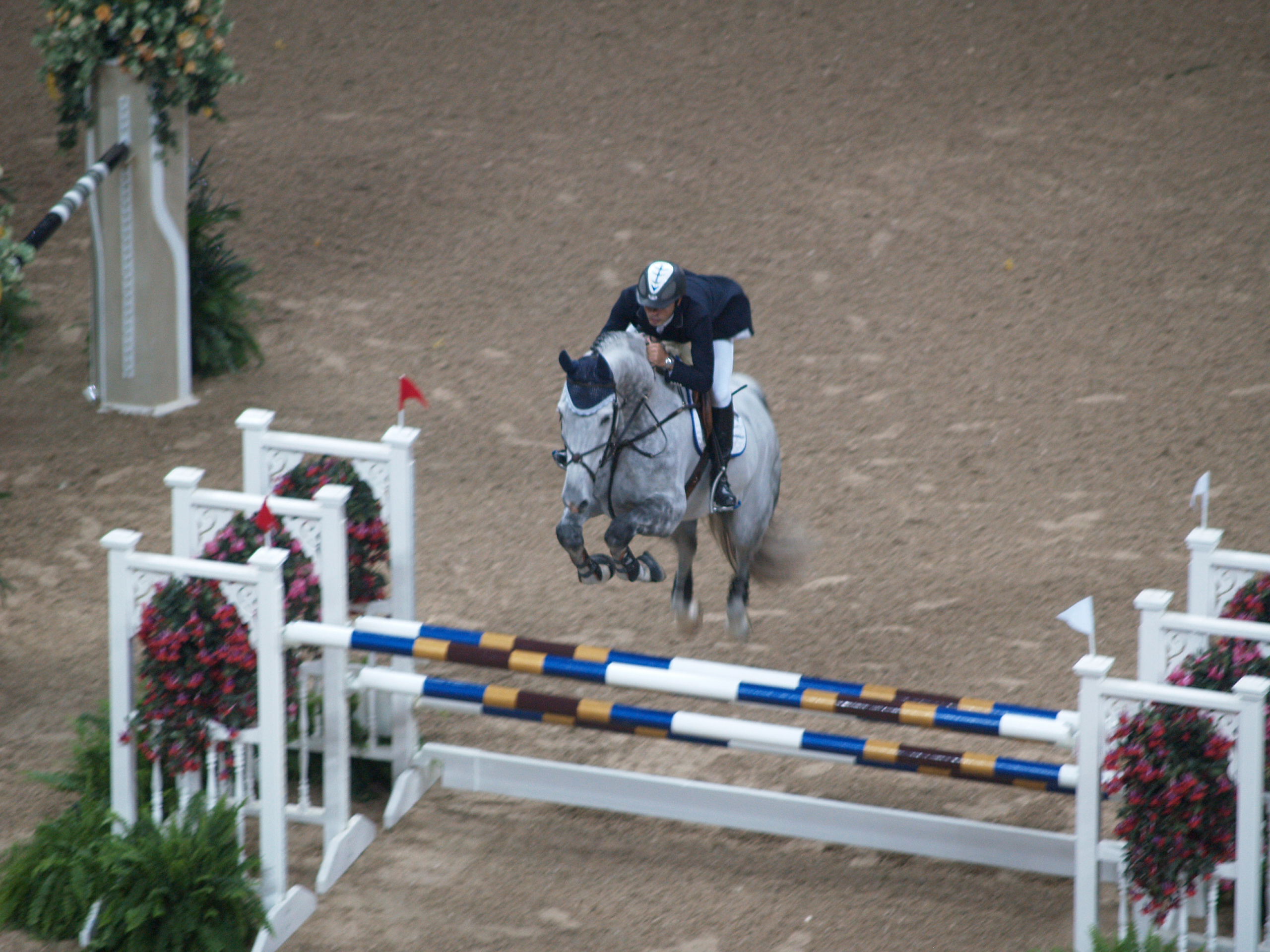
Rodrigo Pessoa.

Apesar da equitação ser um esporte inacessível à população em geral, o Brasil tem certa tradição nesse esporte. O maior centro desse esporte na América do Sul é Rio de Janeiro. O Hipódromo da Gávea treinou atletas como Rodrigo Pessoa, único ouro olímpico em provas individuais da América do Sul, e seu pai Nelson Pessoa, além de Luiz Felipe de Azevedo; o país também tem medalhistas olímpicos de São Paulo Álvaro de Miranda Neto e do Rio Grande do Sul André Johannpeter. A Argentina conquistou a medalha de prata obtida por Carlos Moratorio nos Jogos Olímpicos de 1964. O Chile conquistou 2 pratas olímpicas em 1952 no hipismo, principalmente nas mãos de Óscar Cristi.

### Esgrima
Embora a América do Sul tenha pouca tradição na esgrima, o continente já produziu alguns atletas de renome. O venezuelano Rubén Limardo foi campeão olímpico em 2012 na Espada individual masculina, além de ter sido duas vezes medalha de prata em Campeonatos Mundiais. Pelo Brasil, Nathalie Moellhausen foi campeã mundial em 2019 pelo Brasil e em 2009 pela Itália, e chegou às quartas-de-final dos Jogos Olímpicos de 2016 na Espada individual feminina. Guilherme Toldo chegou às quartas-de-final dos Jogos Olímpicos de 2016 no Florete individual masculino..

### Esportes a motor

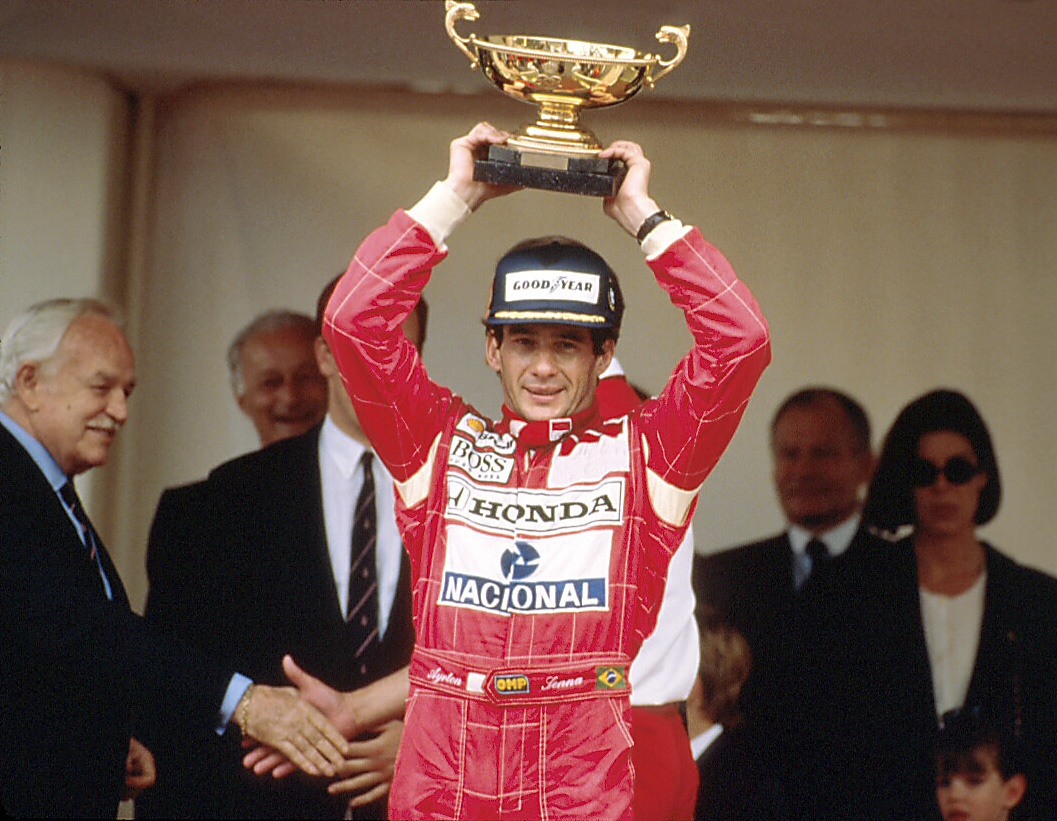
Ayrton Senna.

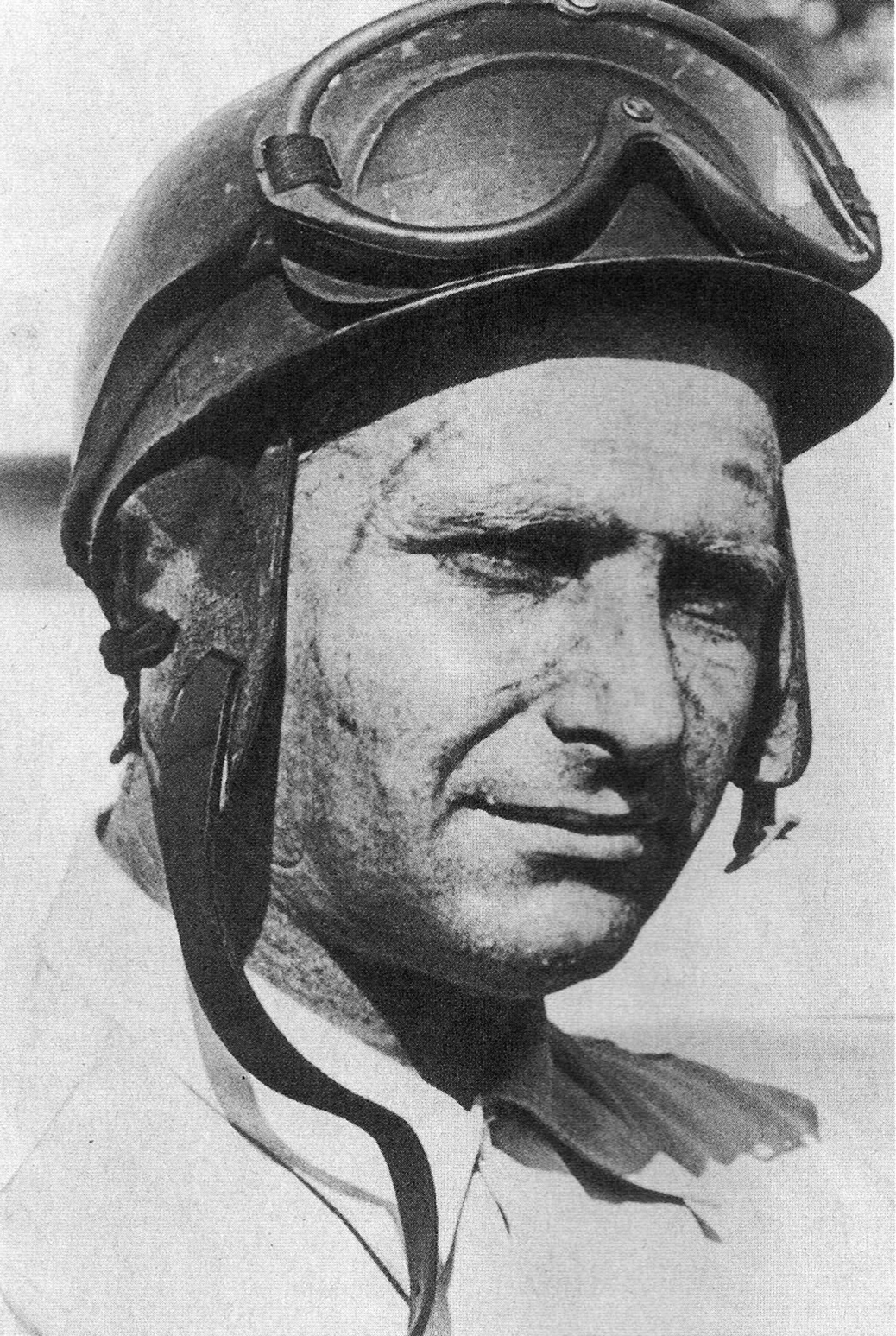
Juan Manuel Fangio.

A América do Sul tem vários pilotos que venceram o campeonato de Fórmula Um, como o pentacampeão Juan Manuel Fangio da Argentina e os pilotos brasileiros Emerson Fittipaldi (2 títulos), Nelson Piquet (3 títulos) e Ayrton Senna (3 títulos). O Brasil sedia o Grande Prêmio do Brasil todos os anos desde 1973 e o Grande Prêmio da Argentina sediou a Fórmula 1 em 20 ocasiões. Na Motovelocidade, no Campeonato Mundial de Motociclismo, a Venezuela teve alguns campeões mundiais em categorias inferiores (250cc e 350cc), como Johnny Cecotto e Carlos Lavado. Na categoria mais importante do motociclismo, a 500cc (hoje MotoGP), os melhores resultados na América do Sul foram o 3º lugar de Cecotto em 1978, e o 4º lugar de Alex Barros em 1996, 2000, 2001, 2002 e 2004. A América do Sul sediou o Moto GP na Venezuela (1977–1979), no Brasil (1987–1989, 1992; 1995–1997, 1999–2004) e na Argentina (1961–1963, 1981–1982, 1987, 1994–1995, 1998–1999, 2014–presente). O Rali Dakar também foi realizado na América do Sul de 2009 a 2019 (principalmente no Chile e na Argentina).

### Futebol

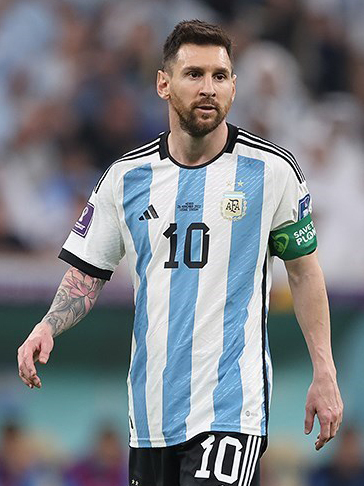
Lionel Messi.

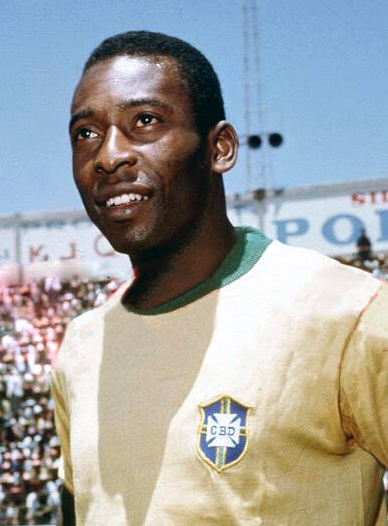
Pelé.

O futebol é o esporte mais popular do continente. Foi introduzido pelos ingleses no final do século XIX, tornando-se rapidamente difundido. A Seleção Brasileira de Futebol é, segundo a FIFA, a melhor equipe da história. Além da Seleção Brasileira, que já foi cinco vezes campeã mundial, a Argentina conquistou três vezes a Copa do Mundo, e o Uruguai duas vezes, além do Chile ter sido 3º lugar uma vez. Nos Jogos Olímpicos, Argentina, Brasil e Uruguai conquistaram a medalha de ouro, o Paraguai obteve a prata e o Chile obteve o bronze. Em Copas do Mundo Sub-20, Brasil e Argentina possuem vários títulos, e o Uruguai foi campeão uma vez; a Venezuela foi vice; e Colômbia, Chile e Equador já ficaram em 3º lugar. Na Copa América, o campeonato mais importante a nível continental, Uruguai e Argentina possuem 15 títulos, Brasil 9, Paraguai, Chile e Peru 2, Colômbia e Bolívia 1. De 1960 a 2004, o clube campeão da Copa Libertadores disputou a Copa Intercontinental contra o campeão europeu. Os sul-americanos triunfaram em 22 edições contra 21 dos europeus. Nacional e Peñarol do Uruguai, assim como Boca Juniors da Argentina, ganharam três taças cada. Na Copa do Mundo de Clubes da FIFA, os clubes do Brasil conquistaram quatro títulos e dois vice-campeonatos, a Argentina teve quatro vice-campeonatos e o Equador teve um vice-campeonato. O continente produziu muitos dos jogadores mais famosos e talentosos da história, incluindo Pelé, Garrincha, Ronaldo, Roberto Carlos, Romário, Ronaldinho, Zico, Nílton Santos, Djalma Santos, Taffarel,  Falcão, Rivaldo e Neymar (Brasil); Diego Maradona, Lionel Messi, Alfredo Di Stéfano, Gabriel Batistuta, Daniel Passarella, Mario Kempes (Argentina); Luis Suárez, Enzo Francescoli, Cavani, Forlán, Obdulio Varela (Uruguai); Elías Figueroa, Iván Zamorano, Marcelo Salas, Alexis Sánchez (Chile); Carlos Valderrama, Radamel Falcao, James Rodríguez (Colômbia); Carlos Gamarra, Romerito, Arsenio Erico (Paraguai); Álex Aguinaga, Alberto Spencer (Equador); Teófilo Cubillas, César Cueto, Claudio Pizarro (Peru).

### Variantes do futebol: futsal, futebol de praia, futevôlei

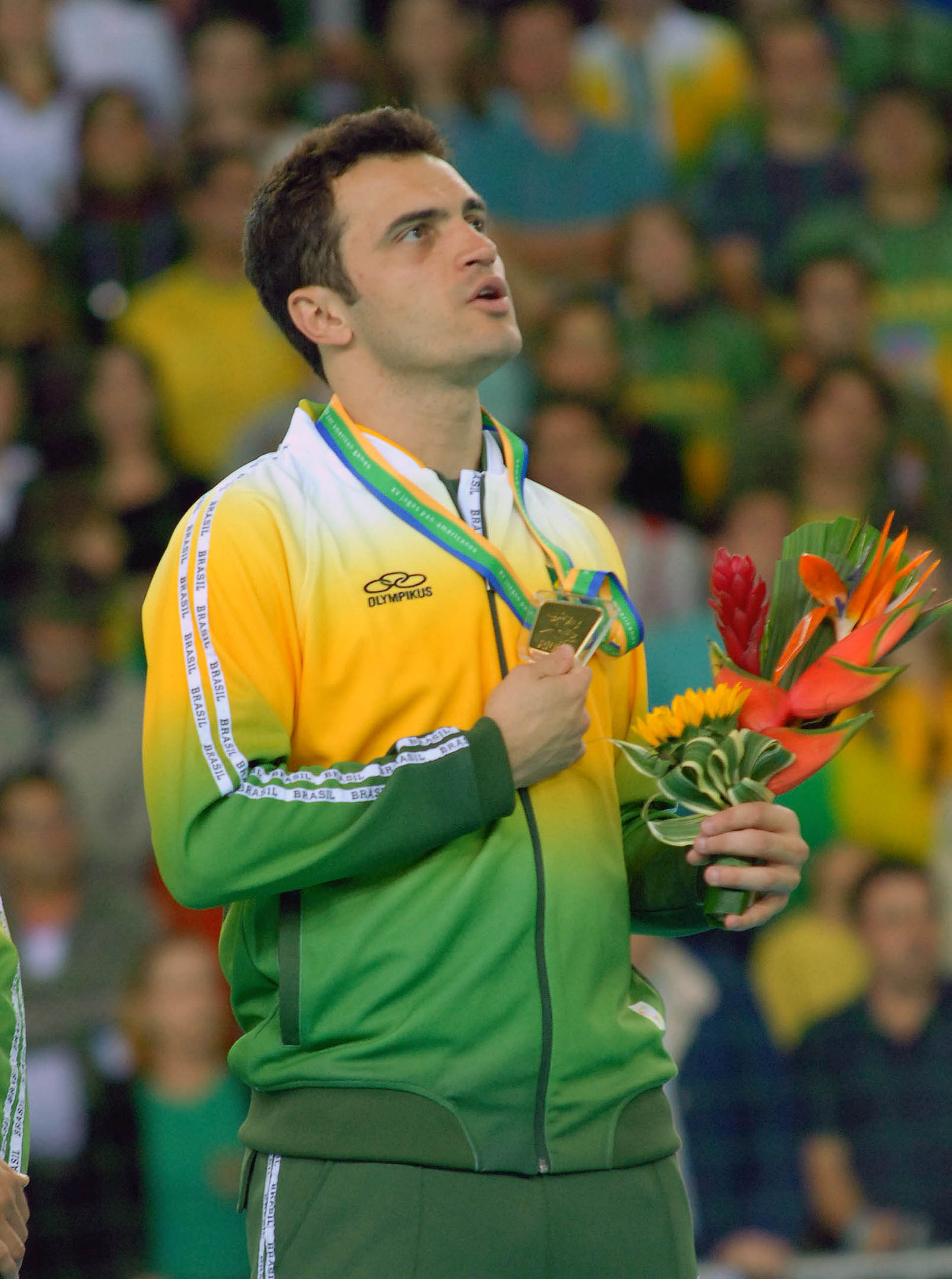
Falcão.

O Brasil inventou algumas variantes do futebol, como o futebol de praia e o futevôlei. O futsal, inventado no Uruguai, também é amplamente praticado no país, principalmente no estado do Rio Grande do Sul.
No futsal, Brasil, Argentina e Paraguai estão entre as maiores potências mundiais. Antes da Era Fifa, houve três Copas do Mundo organizadas pela antiga Federação Internacional de Futsal (Fifusa), onde o Brasil foi bicampeão mundial e o Paraguai foi campeão uma vez. O Brasil é o maior campeão da Copa do Mundo de Futsal da FIFA, com 5 títulos. A Argentina tem um título conquistado em 2016. Falcão é o jogador brasileiro mais reconhecido.
No beach soccer, Brasil e Uruguai estão entre as maiores potências do mundo, sendo o Brasil o maior campeão da Copa do Mundo de Futebol de Areia da FIFA, com 5 títulos. Além disso, possui nove títulos mundiais da antiga competição organizada pelo Beach Soccer Worldwide (BSWW), o Campeonato Mundial de Futebol de Praia (BSWW), e ganhou 14 vezes o Mundialito de Futebol de Praia.
Futevôlei é um esporte recreativo amplamente praticado nas praias brasileiras, principalmente no Rio de Janeiro, onde foi inventado.

### Ginástica Artística

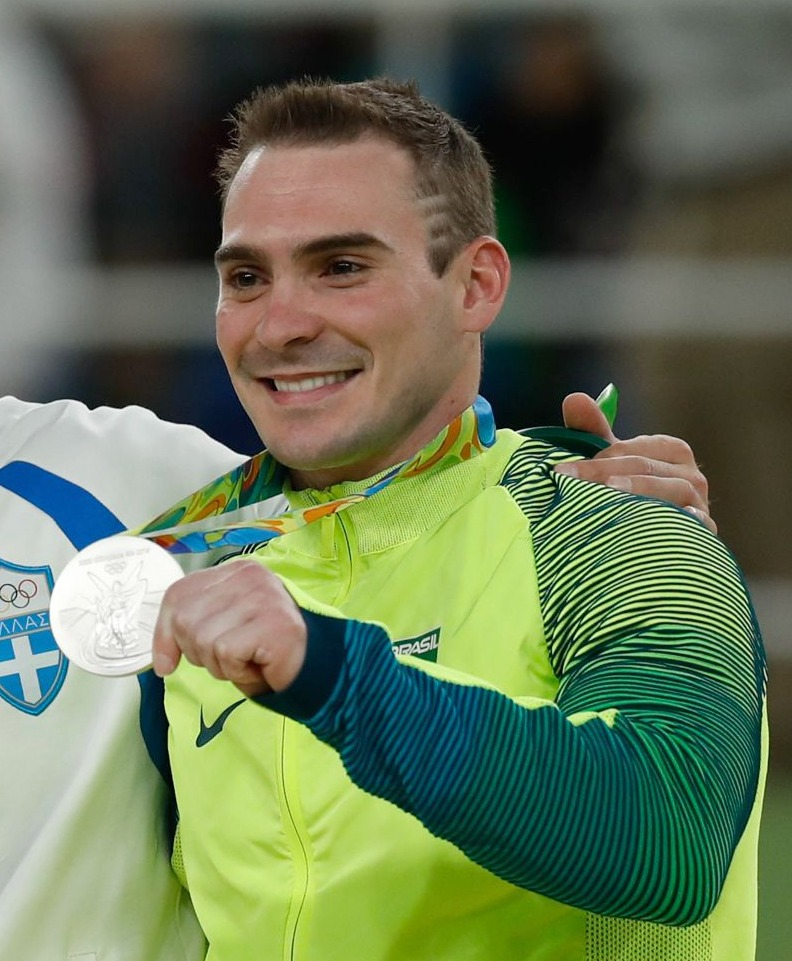
Arthur Zanetti

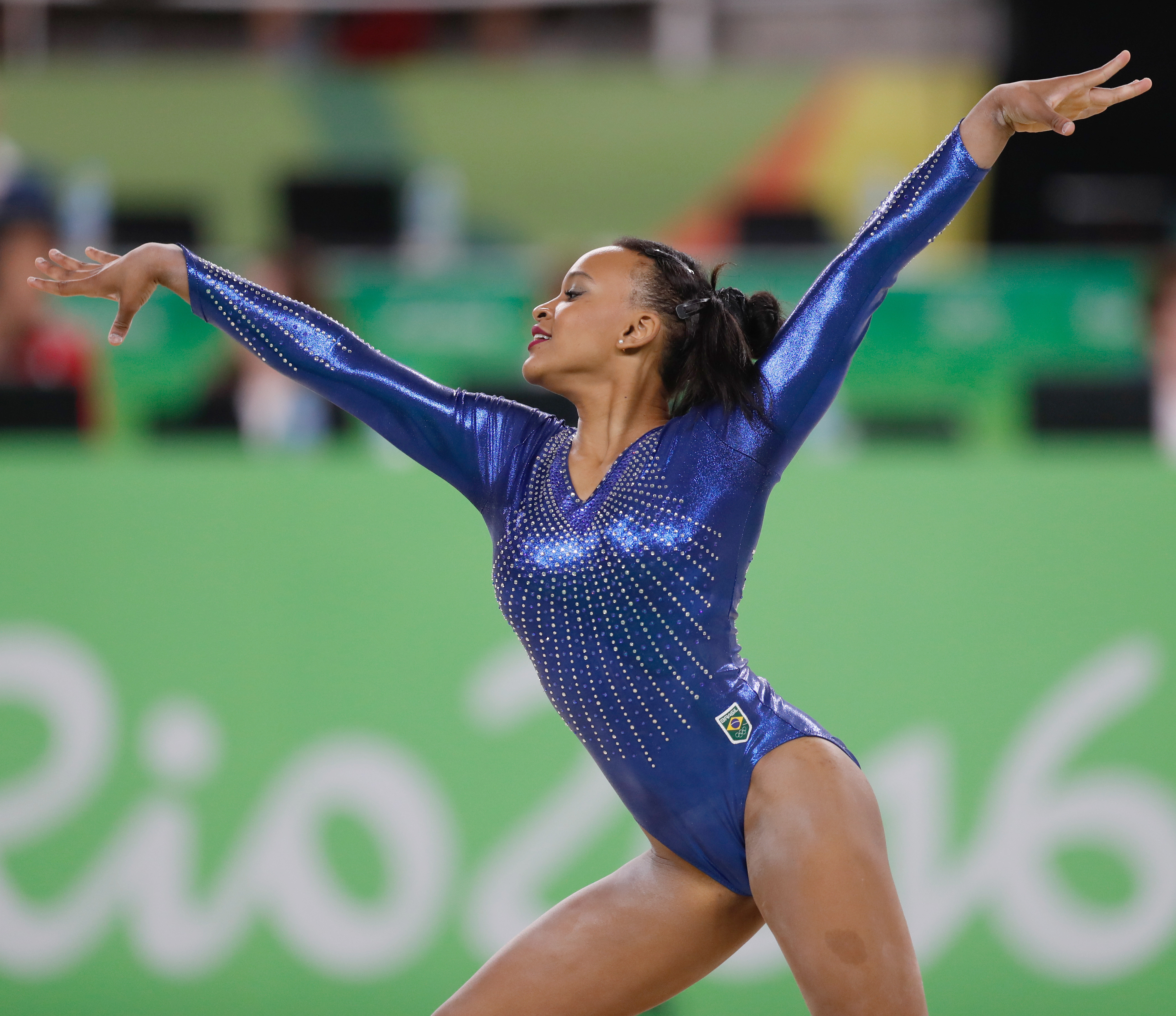
Rebeca Andrade

O Brasil possui um grande centro de treinamento e formação de atletas olímpicos de ginástica artística, que já revelou atletas como Rebeca Andrade, Arthur Zanetti, Daiane dos Santos, Jade Barbosa, Arthur Mariano, Diego Hypólito e Daniele Hypólito. No Chile, destaque para Tomás González, que alcançou o 4º lugar nas provas de solo e salto nos Jogos Olímpicos de Londres 2012. Na Argentina, Federico Molinari alcançou o oitavo lugar nas argolas nos Jogos Olímpicos de Londres 2012.

### Ginástica Rítmica
Na ginástica rítmica, a seleção brasileira conquistou um bronze inédito na prova geral da etapa de Atenas, na Grécia, da Copa do Mundo de Ginástica Rítmica, realizada em março de 2023 (o Brasil já havia conquistado medalhas no Mundial em etapas da Copa, mas nunca no evento geral). O Brasil foi quinto na classificação geral da Copa do Mundo de 2022 em Sofia. A Seleção brasileira ainda ficou em quarto lugar na prova das cinco argolas.

### Handebol

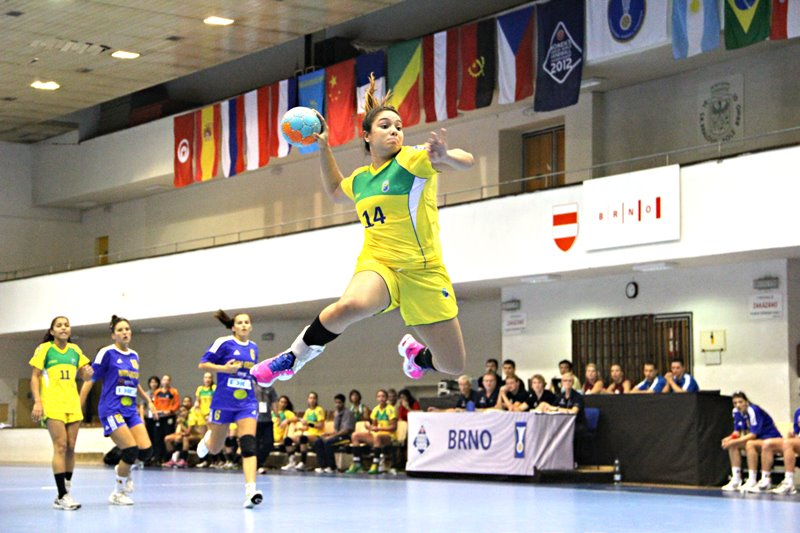
Deborah Hannah.

O Handebol é um esporte que chegou com os imigrantes alemães, muito popular nas escolas da América do Sul. É o segundo esporte mais praticado nas escolas no Brasil. A Seleção Brasileira de Handebol Masculino é considerada a melhor da América do Sul, sendo a Seleção Argentina de Handebol Masculino sua maior rival. No entanto, o destaque na América do Sul tem sido a Seleção Brasileira Feminina de Handebol, que, no Campeonato Mundial de 2013, foi coroada campeã mundial pela primeira vez. Também terminaram em quinto lugar nos Jogos Olímpicos de 2016.

### Hóquei sobre a grama

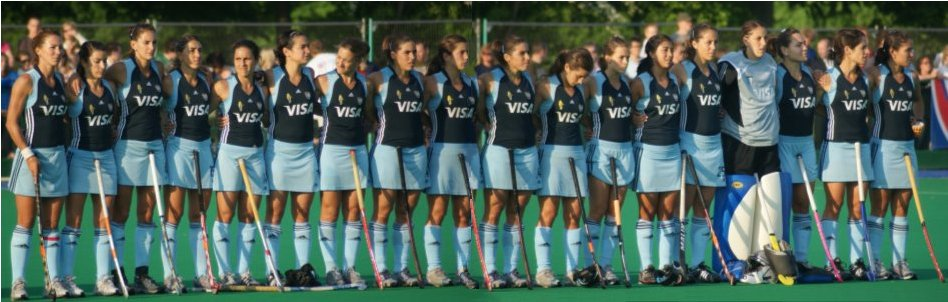
Las Leonas, 2008.

No hóquei sobre a grama, a Argentina é a potência indiscutível em todo o continente sul-americano, principalmente no feminino. Las Leonas, como é conhecida a seleção argentina feminina, tem 5 medalhas olímpicas (3 pratas e 2 bronzes), e 9 medalhas em Campeonatos Mundiais (2 ouros, 4 pratas e 3 bronzes). Luciana Aymar foi eleita a melhor jogadora do mundo oito vezes (2001, 2004, 2005, 2007, 2008-2010, 2013) e em 2008 foi declarada Lenda do Hóquei pela Federação Internacional de Hóquei. A Seleção Argentina de Hóquei sobre a grama masculino também é considerada a melhor equipe de todo o continente americano devido às suas conquistas: conquistaram a medalha de ouro nos Jogos Olímpicos do Rio de Janeiro 2016, dez medalhas de ouro nos Jogos Pan-Americanos, uma medalha de bronze no Troféu dos Campeões 2008 e no Campeonato Mundial de 2014.

### Iatismo

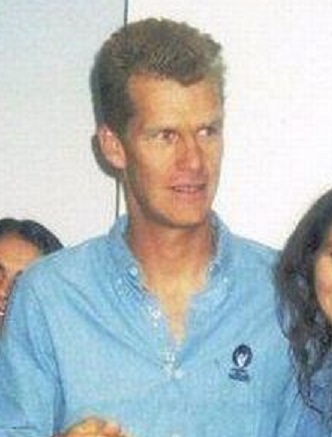
Robert Scheidt

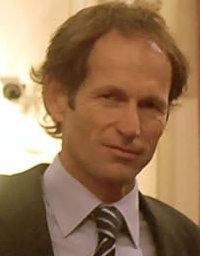
Santiago Lange

Apesar do iatismo ser um esporte caro para a população em geral, o Brasil tem uma grande tradição. O maior centro desses esportes na América do Sul é o Rio de Janeiro e sua cidade vizinha Niterói. Vários medalhistas olímpicos de vela já treinaram na Baía de Guanabara, como Martine Grael, Clinio Freitas, Daniel Adler, Eduardo Penido , Isabel Swan, Kiko Pelicano, Marcelo Ferreira, Marcos Soares, Nelson Falcão e Ronaldo Senfft. O país também conta com medalhistas olímpicos paulistas como Robert Scheidt, Torben Grael, Lars Grael, Kahena Kunze, Reinaldo Conrad, Alexandre Welter, Bruno Prada e Peter Ficker, assim como Fernanda Oliveira e Lars Björkström. A Argentina também forma atletas de alto nível na vela. Santiago Lange e Cecilia Carranza foram campeões nos Jogos Olímpicos do Rio de Janeiro 2016. A Argentina também conquistou 4 medalhas de prata e 5 de bronze nas Olimpíadas, neste esporte.

### Judô

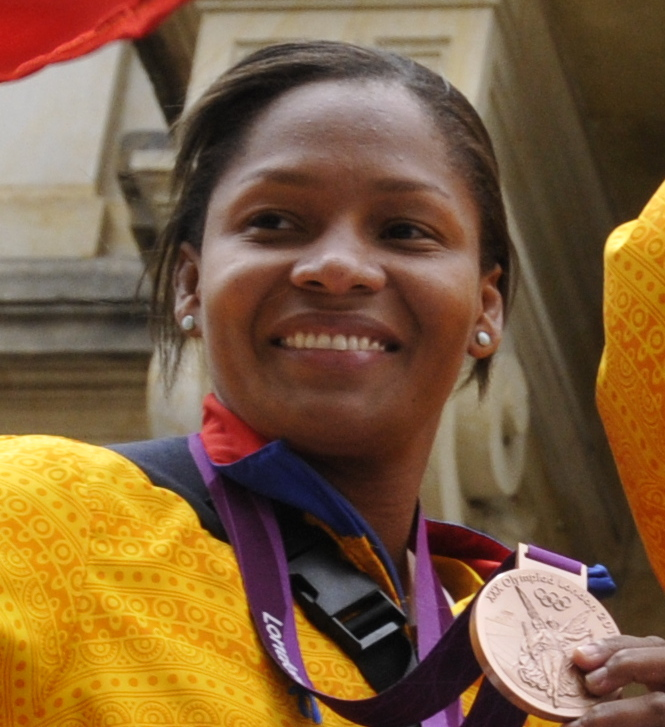
Yuri Alvear.

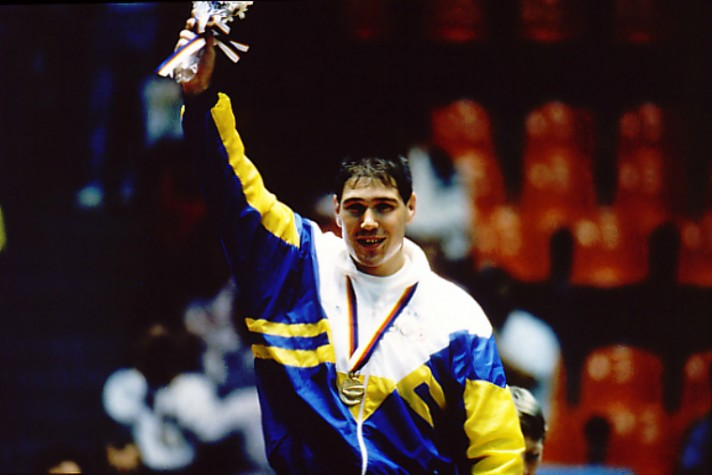
Aurélio Miguel.

O Brasil é uma das maiores potências mundiais no judô, esporte desenvolvido no país graças à sua grande comunidade japonesa. Os maiores expoentes do esporte até hoje foram Aurélio Miguel, Sarah Menezes, Rogério Sampaio e Rafaela Silva, campeões olímpicos. O Brasil também teve vários outros atletas importantes do judô, como o vice-campeão olímpico Douglas Vieira, Tiago Camilo, Carlos Honorato e os medalhistas de bronze olímpico Chiaki Ishii, Luís Onmura, Walter Carmona, Henrique Guimarães, Leandro Guilheiro, Flávio Canto, Ketleyn Quadros, Felipe Kitadai, Mayra Aguiar, Daniel Cargnin e Rafael Silva. O esporte também está se desenvolvendo ultimamente na Argentina, com judocas como Paula Pareto, e na Colômbia, com judocas como Yuri Alvear.

### Levantamento de peso
O levantamento de peso é popular na Colômbia e vem evoluindo no Brasil. Alguns dos melhores levantadores de peso colombianos são: María Isabel Urrutia, Óscar Figueroa, Mabel Mosquera e Diego Fernando Salazar. O maior expoente desse esporte no Brasil até o momento foi Fernando Reis.

### Natação

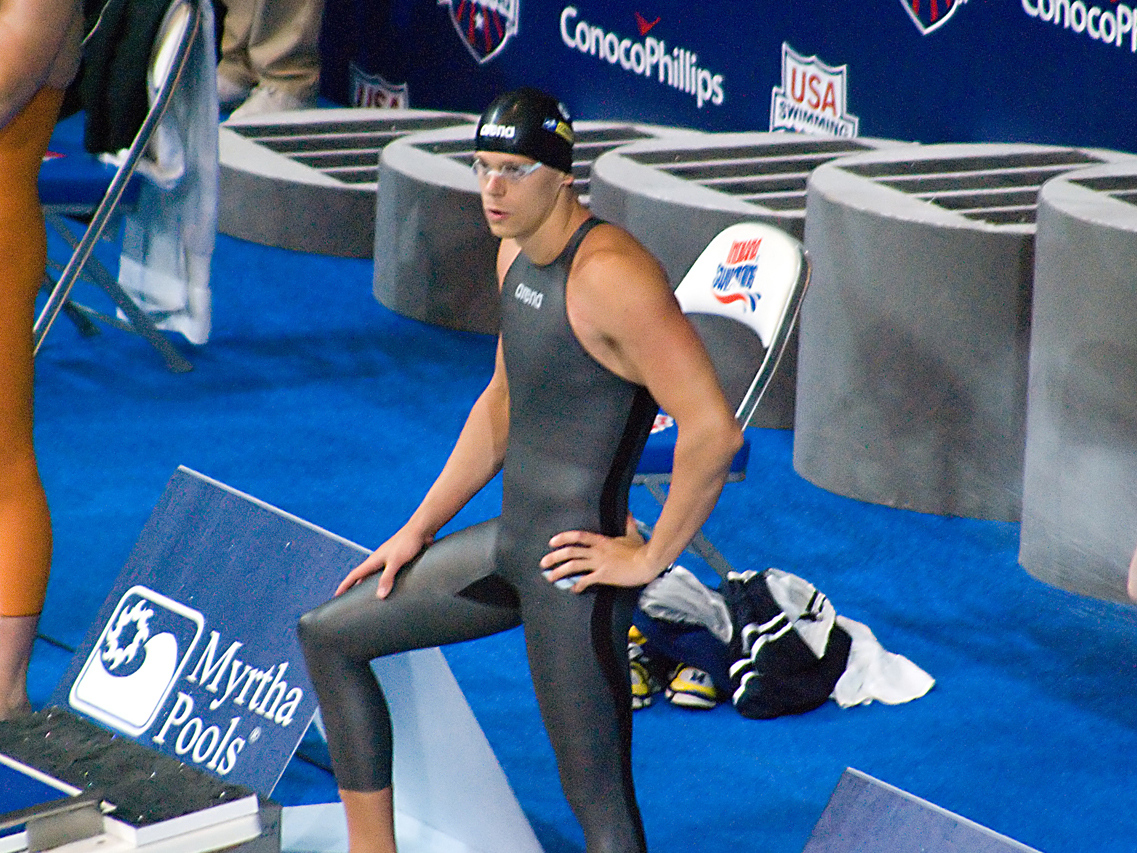
César Cielo.

O Brasil é a maior potência sul-americana na natação, competindo em pé de igualdade com as potências mundiais neste esporte, principalmente na natação masculina. Alguns dos maiores expoentes da história da natação brasileira são: César Cielo, Ricardo Prado, Gustavo Borges, Fernando Scherer, Thiago Pereira, Djan Madruga, Bruno Fratus, Manuel dos Santos, Tetsuo Okamoto, Nicholas Santos, Felipe França, Fernando Scheffer, Kaio de Almeida, João Gomes Júnior, Felipe Lima, Guilherme Costa, Ana Marcela Cunha, Etiene Medeiros e Poliana Okimoto. A Argentina foi a principal força do continente até a década de 1960, com nadadores historicamente importantes como Luis Nicolao, José Meolans e Georgina Bardach. Outros países como Venezuela (com Francisco Sánchez, Rafael Vidal e Albert Subirats) e Chile (com Kristel Köbrich) tendem a revelar talentos de vez em quando. O Brasil sediou o Campeonato Mundial de Natação em Piscina Curta de 1995 e venceu o Campeonato Mundial de Natação em Piscina Curta de 2014. 

### Pentatlo moderno
Yane Marques é a única pessoa nascida na América do Sul a ganhar uma medalha olímpica no pentatlo moderno (até os Jogos Olímpicos de Tóquio 2020), tendo sido também a primeira pessoa na América Latina a fazê-lo.

### Rugby

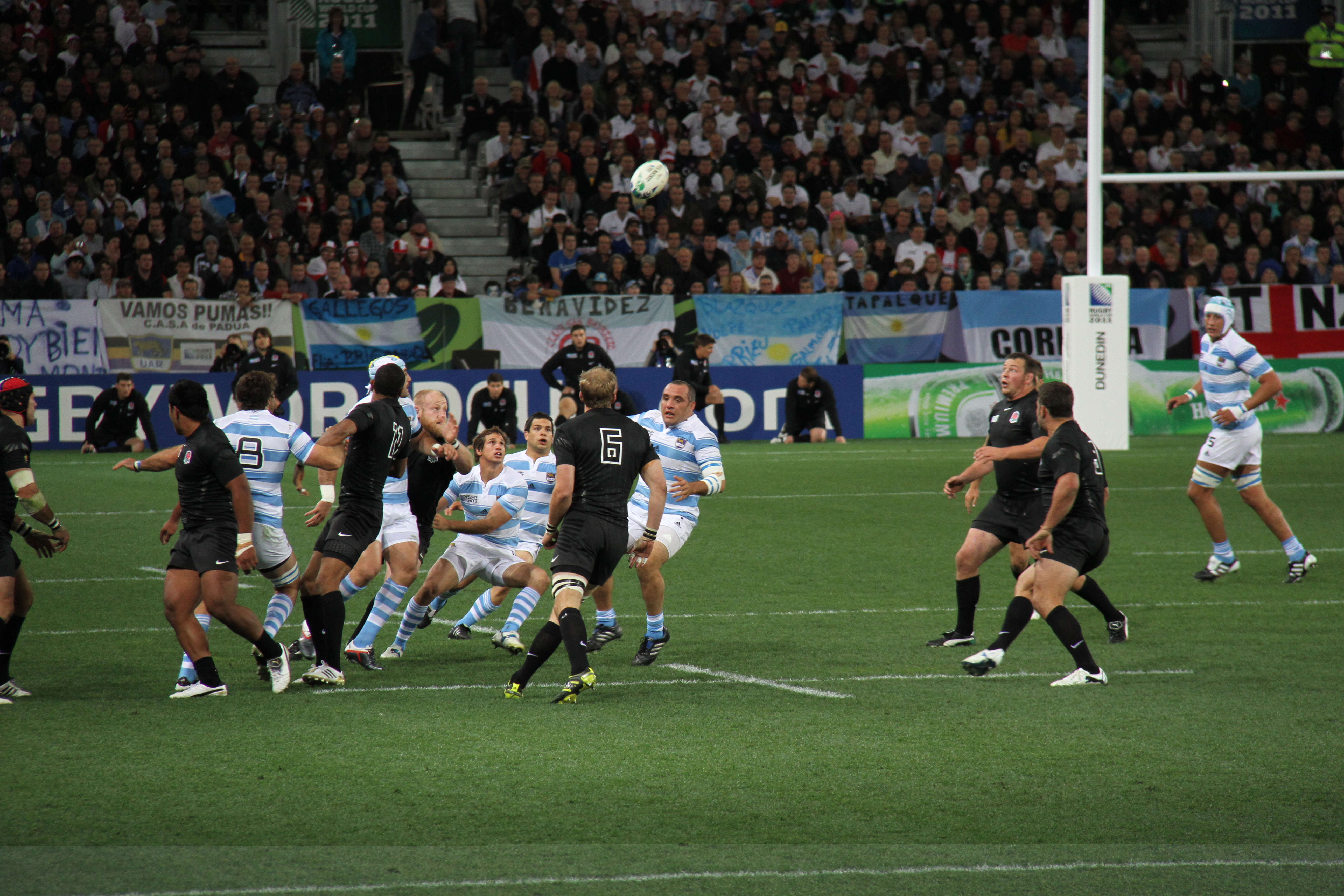
Argentina enfrentando a Inglaterra na Copa do Mundo de Rugby Union de 2011.

O rugby está se tornando popular na América do Sul, seguindo os recentes sucessos da Argentina nas últimas Copas do Mundo de Rugby Union, onde ficaram em 3º lugar em 2007 e 4º lugar em 2015. Hoje, quase todos os países da América do Sul tem Federações de Rugby.

### Skate

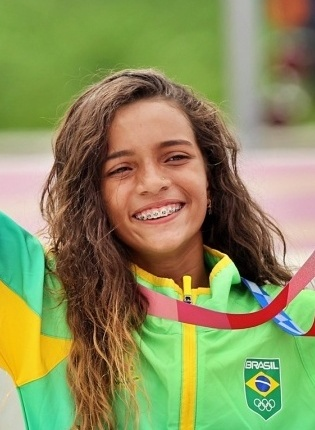
Rayssa Leal.

O skate é muito popular no Brasil, principalmente nos grandes centros urbanos. O país conta com skatistas de renome internacional como Bob Burnquist, Sandro Dias, Rayssa Leal, Pedro Barros, Kelvin Hoefler, Pâmela Rosa e Letícia Bufoni. O Peru é um país que mostra um certo grau de desenvolvimento no skate, tendo enviado representantes como Angelo Caro Narvaez para Campeonatos Mundiais e Jogos Olímpicos.

### Surfe

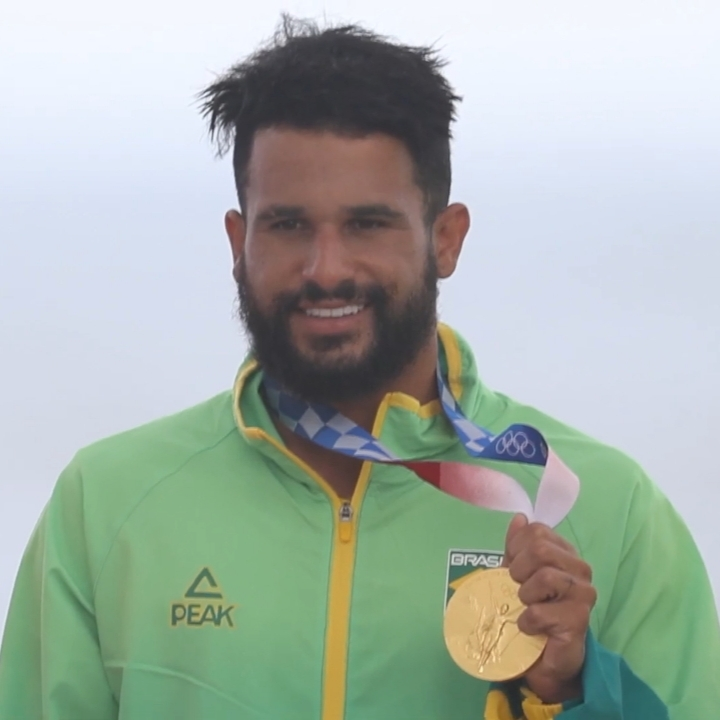
Ítalo Ferreira

O surfe é um dos esportes muito popular no Brasil. O país evoluiu progressivamente até se tornar uma das maiores forças mundiais do esporte. Fábio Gouveia chegou a ser n° 5 do mundo em 1992. Nos anos 2010 surge o Brazilian Storm (tempestade brasileira), com vários brasileiros cada vez se aproximando mais do título mundial (Liga Mundial de Surfe), até que Gabriel Medina conquista o mesmo em 2014 e Adriano de Souza, o Mineirinho, vence em 2015. Em 2020 o surfe ascende à categoria de esporte olimpico e Ítalo Ferreira se consagra campeão olímpico. Filipe Toledo também foi campeão mundial, em 2022. O Peru também possui surfistas renomados como Lucca Mesinas e Miguel Tudela. A Argentina também já teve surfistas de algum destaque, como Leandro Usuna, que foi campeão dos ISA World Surfing Games em 2014 e 2016 e Santiago Muñiz, campeão dos ISA World Surfing Games em 2011 e 2018 

### Taekwondo
No taekwondo, em 1992, quando ainda era um esporte oímpico em demonstração, a venezuelana Arlindo Gouveia foi campeã e Adriana Carmona foi medalha de bronze (mais tarde seria medalha de bronze em 2004, oficialmente). Outra venezuelana, Dalia Contreras, foi medalha de bronze em 2008. A brasileira Natália Falavigna foi medalha de bronze em 2008 e quarto lugar em 2004. Maicon Siqueira conquistou o bronze em 2016. Diogo Silva foi 4º lugar em 2004 e 2012, e Milena Titoneli foi quarta em 2020. Os maiores destaques da Argentina são Sebastián Crismanich, campeão olímpico em 2012, e Gabriel Taraburelli, que ficou em 4º lugar em 2000. Pela Colômbia, Óscar Muñoz foi bronze em 2012, e Gladys Mora ficou em 4º lugar em 2004. O peruano Peter López Santos ficou em 4º lugar em 2008.

### Tênis

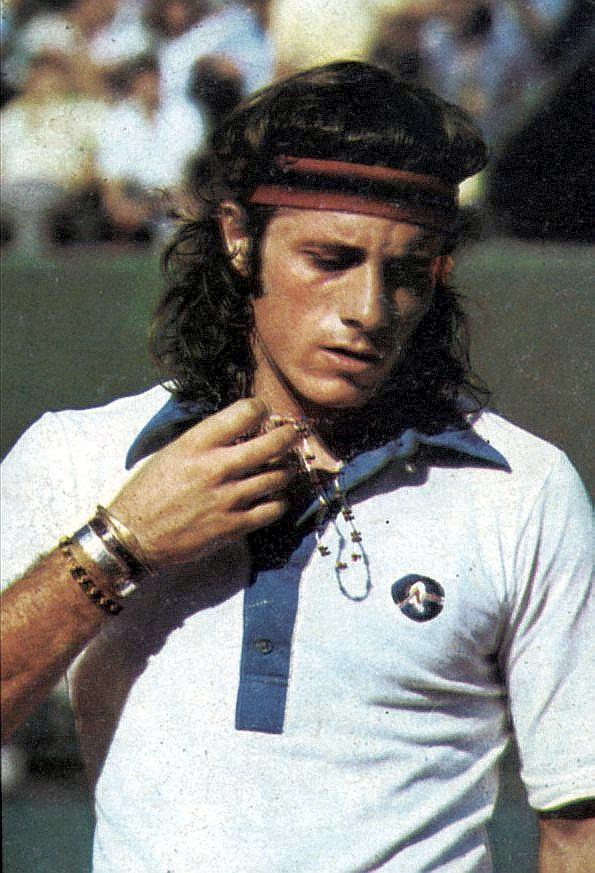
Guillermo Vilas.

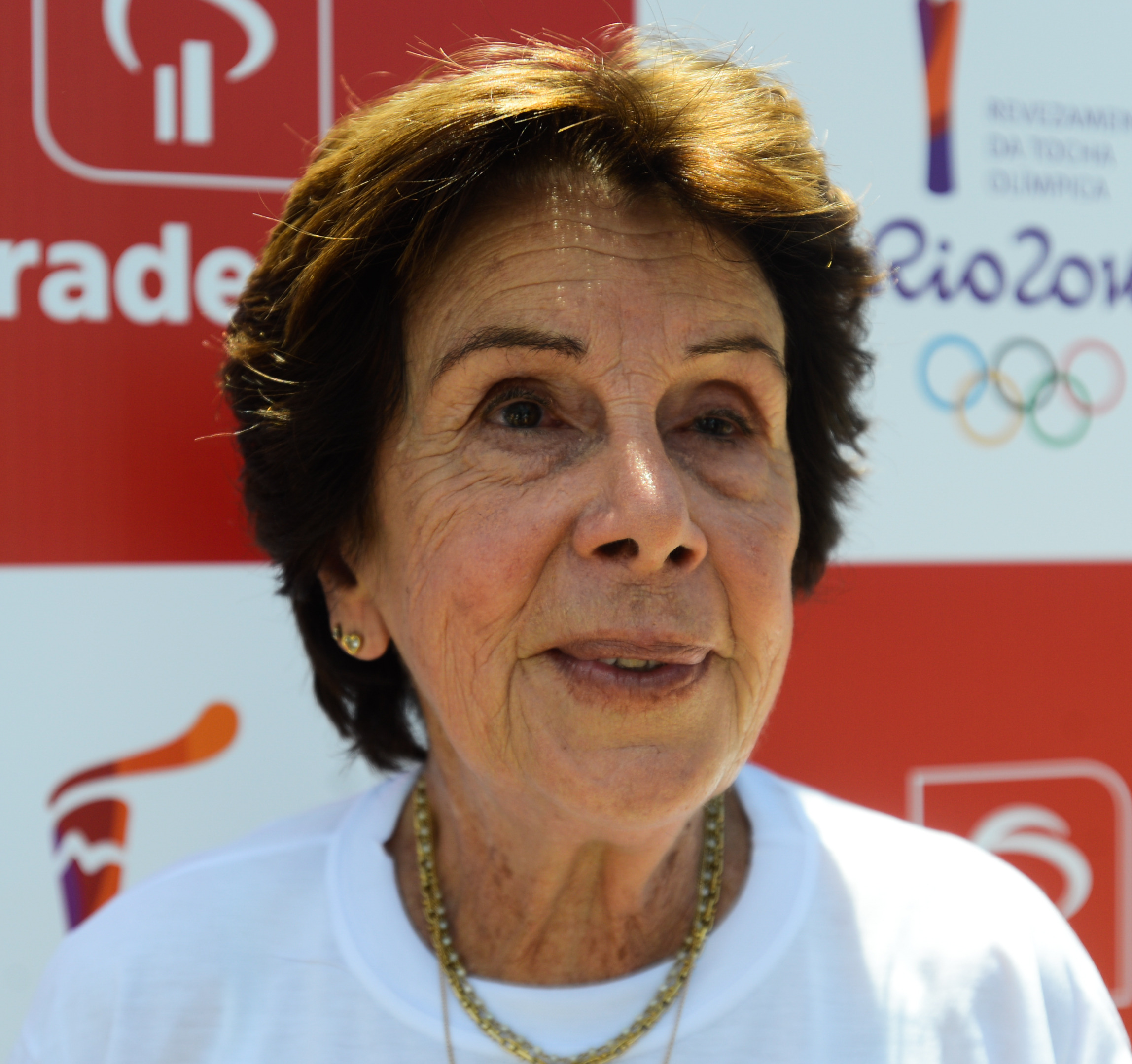
Maria Esther Bueno.

No que diz respeito ao tênis, Argentina, Brasil, Chile e Equador são os países que tiveram conquistas importantes e, portanto, são considerados potências históricas na região. Houve uma série de tenistas sul-americanos que se destacaram no mundo. No masculino, o brasileiro Gustavo Kuerten e o chileno Marcelo Ríos foram nº 1 do mundo na ATP; a Argentina já teve vários top 10, mas nunca um nº 1 do mundo; Guillermo Vilas foi nº 2, e Guillermo Coria, David Nalbandian e Juan Martín Del Potro foram nº 3 do mundo, entre outros. Já no feminino, o Brasil teve Maria Esther Bueno, a maior tenista sul-americana de todos os tempos, que ganhou 19 Grand Slams (7 em simples, 11 em duplas e 1 em duplas mistas), e que foi não-oficialmente a nº 1 do mundo (não havia um ranking oficial à época, mas pelos resultados obtidos em sua carreira, em certas datas ela teria sido a nº 1), e também Beatriz Haddad Maia, que se tornou top 10 do mundo da WTA em 2023; a Argentina teve Gabriela Sabatini, que foi nº 3 do mundo, e Paola Suárez, nº 9 do mundo. Os tenistas sul-americanos campeões de torneios de Grand Slam são os seguintes: no simples masculino Guillermo Vilas, Gustavo Kuerten, Andrés Gómez , Gastón Gaudio e Juan Martín del Potro; no simples feminino Anita Lizana, Maria Esther Bueno e Gabriela Sabatini; em duplas masculinas Andrés Gómez , Pablo Cuevas, Luis Horna, Marcelo Melo, Bruno Soares, Juan Sebastián Cabal e Robert Farah; nas duplas femininas Maria Esther Bueno, Fiorella Bonicelli, Paola Suárez e Gisela Dulko; finalmente em duplas mistas Maria Esther Bueno, Enrique Morea, Luis Ayala, Iván Molina, Fiorella Bonicelli, Thomaz Koch, Patricia Tarabini, Javier Frana, Bruno Soares, Luisa Stefani e Rafael Matos. O continente sedia um ATP 500 no Brasil, e ATPs 250 na Argentina, Chile, e anteriormente no Equador. A Argentina já foi campeã da Copa Davis uma vez; o Brasil foi semifinalista duas vezes, e o Chile fez 3 quartas-de-final. 

### Tênis de mesa

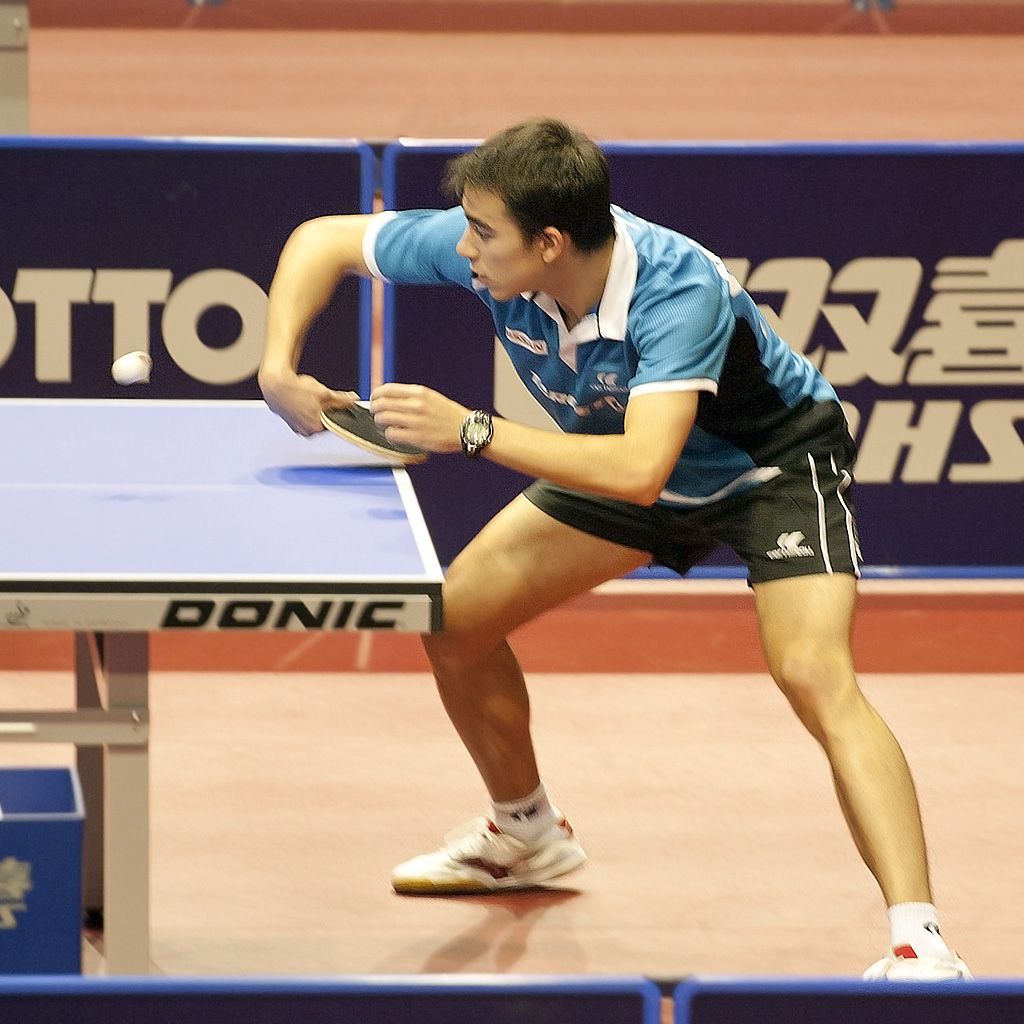
Hugo Calderano.

O tênis de mesa é muito popular e amplamente praticado no Brasil, e o país tem uma tradição considerável nesse esporte. O maior jogador da história do país é Hugo Calderano, que alcançou o número 3 do mundo em 2022 (tornando-se o melhor jogador da América de todos os tempos), e foi o primeiro sul-americano a chegar quartas de final deste esporte nos Jogos Olímpicos. Outros jogadores historicamente importantes no país são Gustavo Tsuboi, Cláudio Kano, Hugo Hoyama e Bruna Takahashi. Os melhores jogadores da Argentina até agora foram Liu Song, Gastón Alto e Horacio Cifuentes. Pelo Chile, se destacou a jogadora Berta Rodríguez.

### Tiro com arco

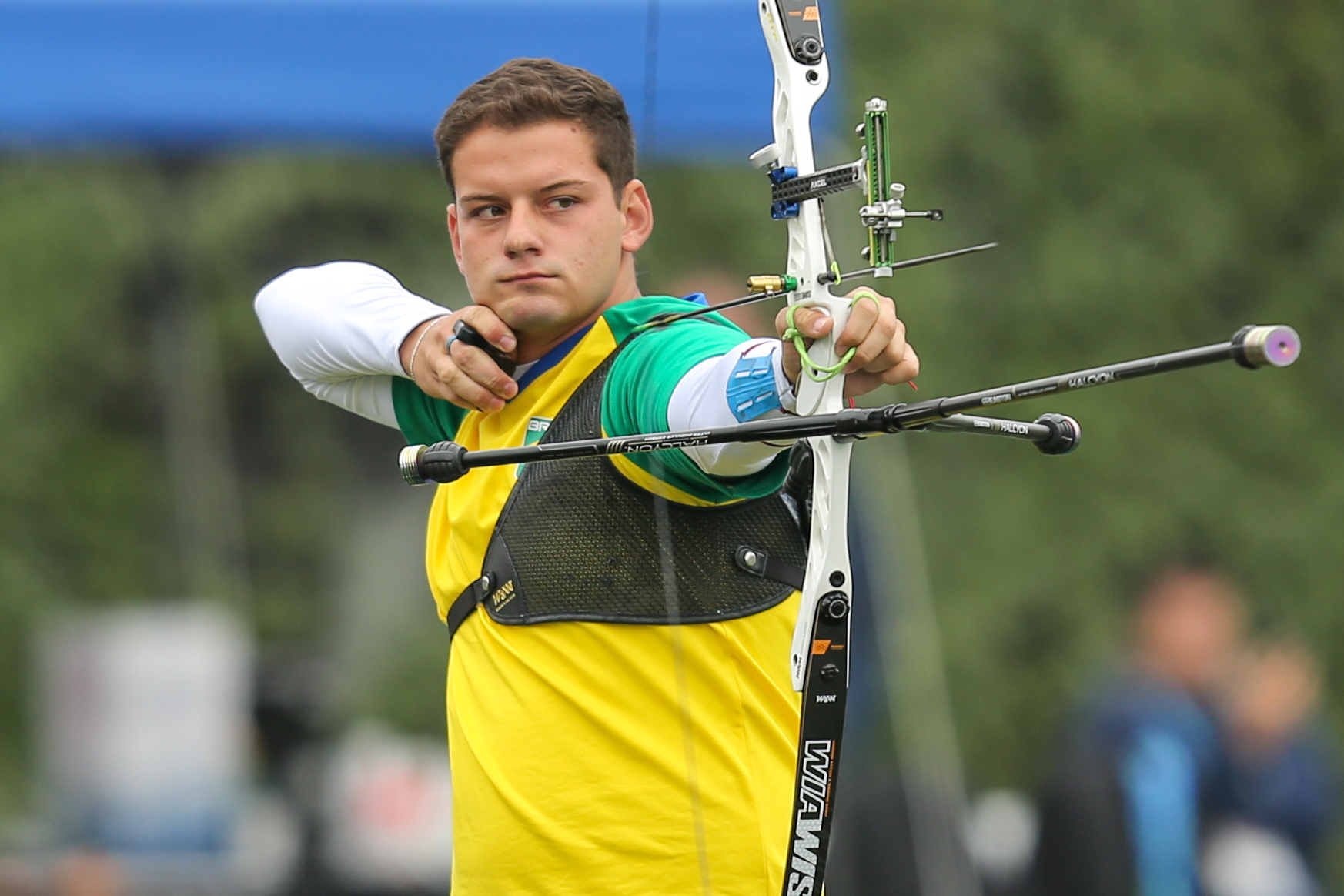
Marcus Vinicius D'Almeida.

Marcus Vinicius D'Almeida, na categoria do arco recurvo, é o maior atleta masculino de tiro com arco da história da América do Sul, tendo sido o número 1 do mundo em 2023, e vice-campeão mundial em 2021. A chilena Denisse van Lamoen conquistou o título mundial no arco recurvo em 2011, e a colombiana Natalia Sánchez foi medalha de bronze mundial em 2009. No arco composto (que não faz parte dos Jogos Olímpicos), destaca-se a colombiana Sara López, multicampeã mundial.

### Vôlei

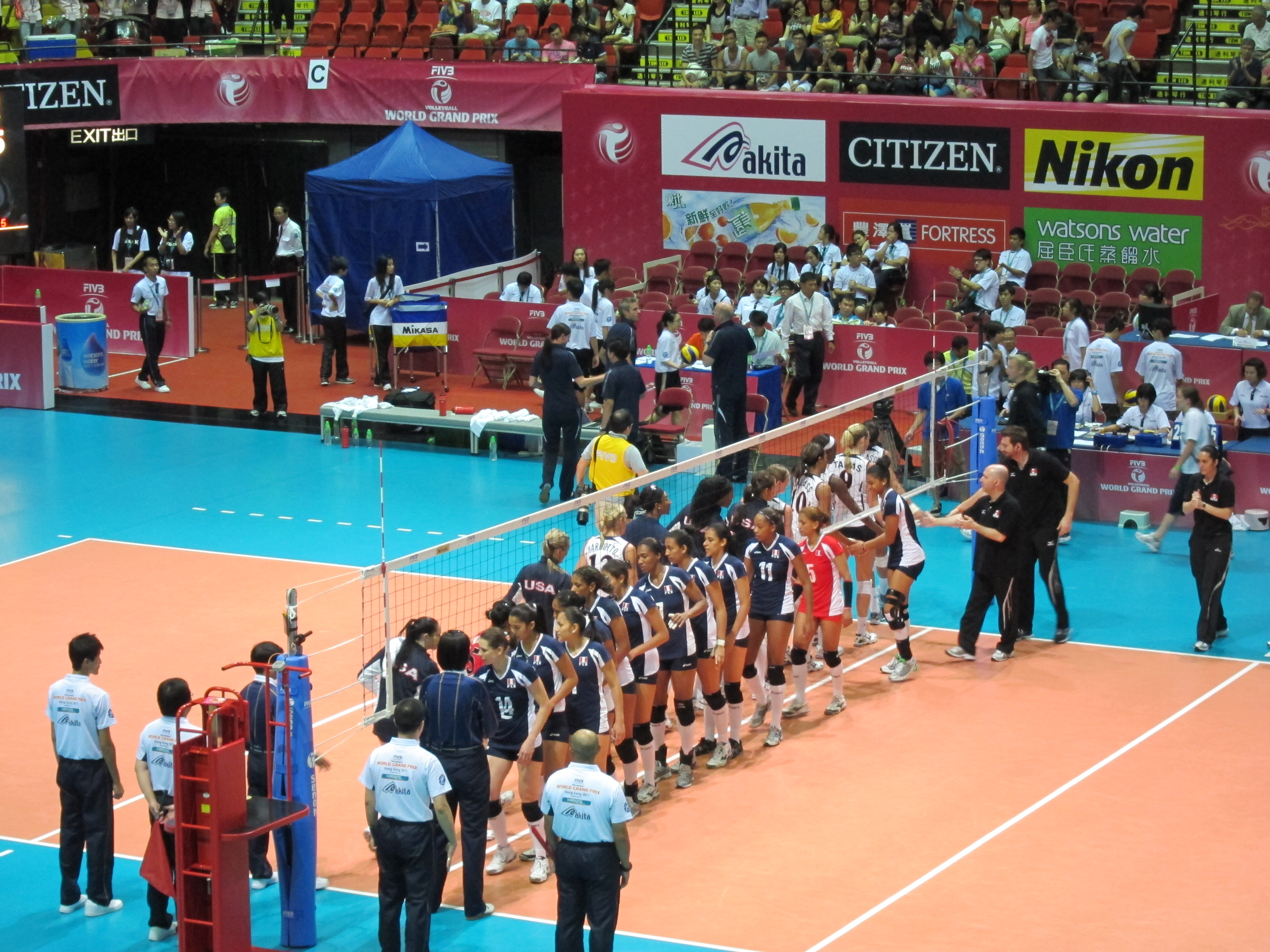
A Seleção Peruana Feminina de Voleibol foi uma das melhores do mundo na década de 1980.

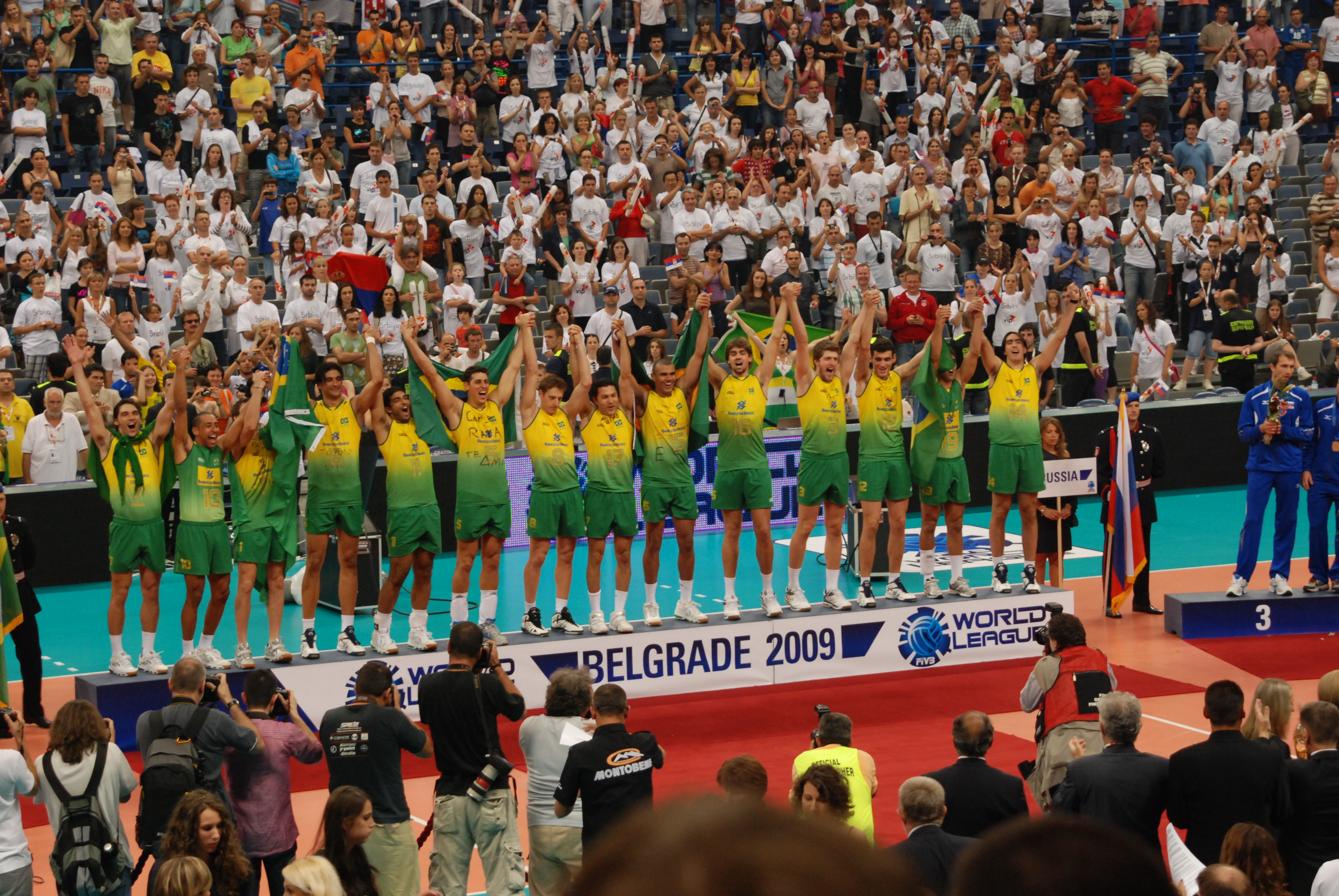
Seleção brasileira de vôlei masculino.

No vôlei, os países sul-americanos que se destacam internacionalmente são: Brasil (masculino e feminino), Argentina (masculino) e Peru (feminino). Até 2023, a Seleção Brasileira de Voleibol Masculino tinha 6 medalhas olímpicas (3 de ouro, 3 de prata), 7 medalhas em Campeonatos Mundiais (3 de ouro, 3 de prata, 1 de bronze), além de 9 títulos da Liga Mundial. Já a Seleção Brasileira de Voleibol Feminino tinha 5 medalhas olímpicas (2 de ouro, 1 de prata, 2 de bronze), 4 vice-campeonatos mundiais, além de 12 títulos do Grand Prix. Na década de 1980, a Seleção Peruana de Voleibol Feminino era uma das mais fortes do mundo, conquistando uma medalha de prata olímpica em 1988, além de uma medalha de prata em 1982 e uma medalha de bronze em 1986 no Campeonato Mundial. No entanto, sua última participação em Jogos Olímpicos foi em 2000, e não participa de campeonatos mundiais desde 1994. A Seleção Argentina de Voleibol Masculino conquistou 2 medalhas de bronze nos Jogos Olímpicos de 1988 e 2020 e ficou em terceiro lugar no Campeonato Mundial de 1982. A Seleção Venezuelana de Voleibol Masculino também obteve conquistas em torneios continentais, como a medalha de ouro nos Jogos Pan-americanos de 2003 e as medalhas de prata e bronze no Campeonato Sul-Americano de Voleibol Masculino.

### Vôlei de Praia
O Brasil é um dos países mais fortes do mundo no vôlei de praia, esporte amplamente praticado no país devido ao seu extenso litoral, principalmente no Rio de Janeiro, Santa Catarina e Região Nordeste do país. Até os Jogos Olímpicos de 2020, o país tinha 2 ouros, 3 pratas e 1 bronze na modalidade masculina, e 1 ouro, 4 pratas e 2 bronzes na modalidade feminina. Argentina, Chile e Venezuela costumam enviar representantes aos Jogos Olímpicos, mas sem resultados expressivos até o momento. Em campeonatos mundiais, além de vários títulos mundiais conquistados por brasileiros, os argentinos Mariano Baracetti e Martín Conde foram campeões mundiais em 2001.

## Jogos Olímpicos
A participação da América do Sul, no principal evento mundial é modesta. O Brasil é o maior medalhista porém longe das potências olímpicas, com mescla de medalhas em modalidades como: futebol, voleibol, atletismo, natação e vela. A Argentina também possui certo destaque em eventos coletivos e náuticos. A Colômbia tradicionalmente medalha no ciclismo e halterofilismo. O Chile oscila em suas participações suas principais medalhas vem do tênis, e coube ao Chile a primeira participação olímpica do continente, em 1896.
o Uruguai mesmo sem medalhas desde 1996, a equipe de futebol do país tem as históricas vitórias de 1924 e 1928, com as conquistas, a equipe local levou a alcunha de Celeste Olímpica, suas demais medalhas recorrem ao basquetebol, na metade do século XX.
A Bolívia nunca medalhou nos Jogos, enquanto o Paraguai apenas uma prata com a Seleção Paraguaia de Futebol, em 2004. Ao Suriname coube ao herói esportivo nacional as suas medalhas, o nadador Anthony Nesty. As medalhas de ouro da Venezuela são recentes, no atletismo (2016) e esgrima (2012). Michael Anthony é o destaque de Guiana, com a medalha de bronze no boxe peso galo, em Moscou 1980.

### Quadro de Medalhas
Atualizado até os Jogos Olímpicos de Tóquio 2020.
| Ordem | País      | Medalha de ouro | Medalha de prata | Medalha de bronze | Total |
| ----- | --------- | --------------- | ---------------- | ----------------- | ----- |
| 32    | Brasil    | 37              | 42               | 71                | 150   |
| 42    | Argentina | 21              | 26               | 30                | 77    |
| 68    | Colômbia  | 5               | 13               | 15                | 33    |
| 73    | Venezuela | 4               | 7                | 10                | 21    |
| 81    | Equador   | 3               | 2                | 0                 | 5     |
| 87    | Chile     | 2               | 7                | 4                 | 13    |
| 89    | Uruguai   | 2               | 2                | 6                 | 10    |
| 96    | Peru      | 1               | 3                | 0                 | 4     |
| 107   | Suriname  | 1               | 0                | 1                 | 2     |
| 131   | Paraguai  | 0               | 1                | 0                 | 1     |
| 146   | Guiana    | 0               | 0                | 1                 | 1     |
| -     | Bolívia   | 0               | 0                | 0                 | 0     |

## Jogos Pan-Americanos
Nos Jogos Pan-Americanos, o continente se mostra um pouco mais forte frente as potências olímpicas da América do Norte, tirando a dominação dos EUA, e do bom papel de Cuba e Canadá. Brasil e Argentina são a 4º e 5º nações no ranking, logo abaixo Colômbia, Venezuela e Chile no Top 10.
A América do Sul recebeu várias edições do evento, como a primeira em Buenos Aires em 1951, receberá a próxima em Lima 2019.

### Quadro de Medalhas no Pan
Atualizado até os Jogos Pan-Americanos de 2019.
| Ordem | País      | Medalha de ouro | Medalha de prata | Medalha de bronze | Total |
| ----- | --------- | --------------- | ---------------- | ----------------- | ----- |
| 4     | Brasil    | 384             | 402              | 591               | 1377  |
| 5     | Argentina | 326             | 366              | 468               | 1160  |
| 7     | Colômbia  | 136             | 170              | 262               | 568   |
| 8     | Venezuela | 102             | 220              | 296               | 618   |
| 9     | Chile     | 57              | 110              | 169               | 336   |
| 11    | Equador   | 38              | 37               | 75                | 150   |
| 15    | Peru      | 19              | 40               | 89                | 148   |
| 17    | Uruguai   | 12              | 29               | 50                | 91    |
| 23    | Suriname  | 3               | 2                | 5                 | 10    |
| 24    | Guiana    | 2               | 4                | 12                | 18    |
| 26    | Paraguai  | 1               | 5                | 9                 | 15    |
| 28    | Bolívia   | 1               | 4                | 8                 | 13    |